# Història de Nicaragua
L'origen del nom de Nicaragua no està del tot clar, i encara avui divideix els historiadors i estudiosos del llenguatge. Segons una versió, prové del náhuatl nic-anahuac (fins aquí els d'Anahuac), una altra versió, considera que prové d'una veu maia. Hi ha, a més, entre d'altres, la més difosa versió encara que també la menys recolzada pels experts, segons la qual el nom "Nicaragua" es deriva del nom de Nicarao, qui suposadament va ser un cap amerindi assentat al territori de l'actual departament de Rivas que va rebre els primers conqueridors espanyols a la vora de l'actual Llac Cocibolca, de Granada o Gran Llac de Nicaragua, al qual Gil González Dávila va anomenar "la Mar dolça".

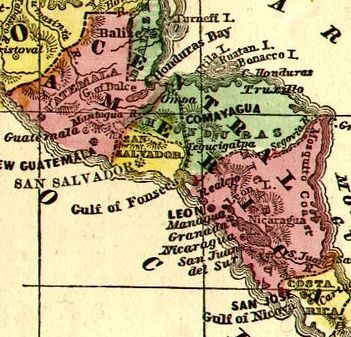
Mapa d'Amèrica Central el 1860.

## Època colonial
El primer europeu a posar el peu a Nicaragua va ser Cristòfor Colom, que es va refugiar d'una tempesta en doblegar la desembocadura del riu Coco al cap Gracias a Dios, a la costa del Carib, el 12 de setembre de 1502 en el seu quart i últim viatge.
El primer conqueridor que va visitar part de les regions costaneres del Pacífic nicaragüenc, a 1522 - 1523, va ser Gil González Dávila, que durant el seu recorregut va tenir contacte amb un poderós cacic indígena anomenat Nicaragua, Niqueragua o Nicarao, en els dominis es van batejar 9.017 persones i es van recollir 18.506 pesos d'or baix. Després González Dávila es va traslladar a un territori anomenat Nochari, situat unes sis llegües al nord de la cort del rei Nicarao, on habitaven cinc reis anomenats Ochomogo, Nandapia, Mombacho, Moratí i Gotega (Coatega). Allà es van batejar 12,607 persones més, i un poderós rei anomenat Diriangén vi amb un sumptuós seguici a entrevistar-se amb 'els espanyols, però al cap de pocs dies va tornar per atacar-los. L'expedició va aconseguir vèncer a les tropes de Diriangén, però va haver de retirar-se als dominis de Nicarao, on hi va haver un altre enfrontament amb els indígenes. Finalment, González Dávila va optar per marxar cap al sud, i al golf de Nicoya va reembarcar amb destinació a Panamà, sense haver deixat cap fundació.
En 1524, Francisco Hernández de Córdoba, enviat pel governador de Castella de l'Or Pedrarias Dávila, va fundar les dues primeres ciutats en el que seria més tard Nicaragua: Granada, a la vora del Llac Cocibolca, i Santiago de los Caballeros de León, a la vora del Llac Xolotlán.
Sota la governació de Pedrarias Dávila la terra que després seria anomenada Nicaragua va patir una alarmant despoblació pels abusos de Dávila, qui va fer gala un extremat salvatgisme en la cerca de recursos i esclaus per les mines de Potosí, i per servir de vaixells de càrrega. A l'anterior es van unir les epidèmies de malalties desconegudes, algunes d'origen europeu que aniquilaven als indígenes, i les pròpies de la terra, que feien efecte en els conqueridors. Els abusos que aquest governador cometia en la seva contínua recerca de la riquesa va forçar a fugir a la població. Indis i espanyols, van ser víctimes per igual dels mètodes d'exacció que Dávila va posar en pràctica. Dávila va morir amb 96 anys el 6 de març de 1531 i el va succeir Rodrigo de Contreras que va governar el territori des 1534 fins a 1542 seguint el camí d'abusos que Dávila havia iniciat.
Durant el període colonial, Nicaragua va formar part de la Capitania General de Guatemala. Durant aquest període Nicaragua va ser la principal via de comunicació entre el Pacífic i l'Atlàntic, ja que tenia un sistema de transport lacustre que facilitava el moviment de matèries i persones a regions limítrofes. El Realejo va ser especialment un dels ports principals al Pacífic on es van construir gran part dels galeones entre Manila i Acapulco. El Realejo, entre els segles xvi i principis del XIX, va servir com un dels ports principals en el comerç d'esclaus per les colònies al Pacífic com Perú, Equador, Colòmbia, Acapulco, etc. i com a punt de concentració de les riqueses que es van obtenir per mitjà del comerç bimetàl·lic (Plata per a la Xina mitjançant Manila, i or per a Espanya. Gran part d'aquests moviments, van passar Nicaragua, ja que era la més fàcil i millor protegida, tot i així Nicaragua va ser atacada per diferents nacions, Anglaterra en particular.
Al segle xvii, els anglesos es van establir a la Costa dels Mosquits, així anomenada pel nom dels habitants indígenes miskito, amb els que els anglesos es van mantenir en bones relacions. Van fundar allí la ciutat de Bluefields.
Fins a la fi del segle xviii, l'actual territori nicaragüenc estava dividit en una governació (Nicaragua, amb capital a Lleó) i els corregimientos de Chontales, El Realejo, Matagalpa, Monimbó i Quezalguaque. En 1787, aquests corregimientos van ser suprimits i, juntament amb el corregimiento de Nicoya, annexats a Nicaragua, que va esdevenir una Intendència del regne de Guatemala.
En les Corts de Cadis, la Intendència de Nicaragua va estar representada pel llicenciat José Antonio López de la Plata, qui juntament amb el seu col·lega de Costa Rica Florencio del Castillo va aconseguir en 1812 que es creés la Província de Nicaragua i Costa Rica, com a unitat política i administrativa diferent de Guatemala. Aquesta província va desaparèixer a causa de la restauració absolutista de 1814 i va ser restablerta el 1820, en posar-se novament en vigència la Constitució de Cadis. L'Intendent de Nicaragua, Miguel González Saravia y Colarte, es va convertir en Cap Polític Superior de la província de Nicaragua i Costa Rica. La província es dividia en set partits: Costa Rica, El Realejo, Granada, León, Nicaragua (Rivas), Nicoya i Nueva Segovia.

## Independència de Centreamèrica
Els esdeveniments independentistes de Mèxic, en concret la posada en marxa del Pla d'Iguala provocaven molta agitació en les províncies que havien pertangut al regne de Guatemala i que en el marc de la Constitució de Cadis ja havia deixat de ser una sola unitat política: Chiapas, Guatemala (amb El Salvador), Comayagua (Hondures), i la Província de Nicaragua i Costa Rica.
Amb la total indiferència de les classes populars, els grans terratinents i la jerarquia catòlica s'havien anat definint en dos gran grups i cada un d'ells editava un diari. El grup proindependentista, que editava el diari El editor constitucional, estava encapçalat per Pedro Molina, José María Castilla, Manuel Monfúfar i José Francisco Barrundia. L'altre grup era partidari d'estar a l'expectativa i veure què passava. Aquest editava el diari El amigo de la patria i l'encapçalava José Cecilio del Valle.
El territori de Chiapas, que fins a 1820 havia pertangut al regne de Guatemala, es va adherir al pla d'Iguala i es va annexionar a Mèxic. Cinc dies després, el 15 de setembre de 1821, es va realitzar una reunió de persones nobles de la Ciutat de Guatemala convocada pel Cap Polític Superior de Guatemala Gabino Gaínza, en la qual es va arribar a l'acord de declarar la independència però per fer-la efectiva després de l'aprovació en un Congrés de les províncies. Es va constituir una Junta Provisional Consultiva presidida per Gaínza, de la qual va formar part com a Ministre d'Hisenda el jurisconsult Miguel Larreynaga, nascut a Telica.
En un interval de temps, menys de 6 anys, Espanya perdia la majoria de les seves possessions a Amèrica; vers el 2 de desembre de 1821 només mantenia Cuba, Puerto Rico i uns pocs punts aïllats a la costa de Colòmbia. A la península el desordre imperava per tot arreu; les guerrilles operaven a Galícia, Catalunya i Castella, es produí fins i tot una revolta de la guàrdia reial i el país es trobava a la vora de la guerra civil, fins al punt que es produí, el 1823, la intervenció estrangera dels anomenats Cent Mil Fills de Sant Lluís. El que el 1763 era un fort imperi mundial es veia convertit en una mera ombra.

### Annexió a l'imperi d'Iturbide
Els punts bàsics del pla d'Iguala, que estava executant Iturbide a Mèxic, eren: independència del país, unitat de criolls i espanyols, catolicisme com a religió oficial i organització política com monarquia constitucional sota Ferran VII, eren recolzats, i fets seus, per l'oligarquia de Guatemala. Això produïa la independència del país però sense cap canvi social.
La similitud d'interessos i el fet de l'annexió de Chiapas a Mèxic, va portar a Gabino Gaínza, cap polític superior, a convocar una reunió el 5 de gener de 1822 per proposar la incorporació de Guatemala a Mèxic. La proposta va ser acceptada, i Guatemala va passar a integrar-se en l'Imperi Mexicà d'Agustín d'Iturbide.
L'11 d'octubre de 1822 la Diputació Provincial de Nicaragua i Costa Rica, reunida a León, va proclamar la independència absoluta d'Espanya i l'annexió a Mèxic. Encara que tots els pobles van donar suport a la independència, els partits de Granada i Costa Rica es van separar de la província, i van constituir Juntes governatives separades de les autoritats de León. Aviat es van exacerbar els ànims i a principis de 1823, va esclatar una guerra civil quan León va atacar Granada, sense èxit.

## Províncies Unides de l'Amèrica Central
El 19 de març de 1823 el general mexicà Antonio López de Santa Anna va emprendre una campanya militar contra Iturbide i va aconseguir derrotar. Els partidaris de la independència total van cridar a l'organització d'un Congrés de les cinc províncies del regne de Guatemala. El general Vicente Filísola va convocar el congrés, al qual no va assistir Chiapas, amb la qual cosa es confirmava la seva definitiva separació de Guatemala. El congrés es va reunir a la Ciutat de Guatemala el 24 de juny de 1823 i l'1 de juliol es proclamava que 
| « | les províncies representades en aquesta Assemblea són lliures i independents de l'antiga Espanya, de Mèxic i de qualsevol altra potència, i que no són ni han de ser patrimoni de persona ni família alguna. | » |

Naixien d'aquesta manera les Províncies Unides de l'Amèrica Central, un nou estat compost per la unió de les cinc províncies Nicaragua, Guatemala, Hondures, El Salvador i Costa Rica.
El congrés del nou estat va redactar la Constitució que es va proclamar el 22 de novembre de 1824 i va rebatejar el país amb el nom de República Federal Centreamericana i les províncies van passar a ser Estats. La constitució va ser jurada el 15 d'abril en els cinc estats. A Nicaragua la va jurar Manuel Antonio de la Cerda. A Nicaragua van trigar a consolidar les institucions, a causa de la guerra civil causada per la rivalitat entre les ciutats de Granada i León.

### Període de Direcció Suprema
Granada era el principal centre conservador del país, ja que hi residien els més importants terratinents, productors principalment de cafè i de sucre. A León, en canvi, predominaven les classes mitjanes artesanals i mercantils. Com a Granada era el bastió del conservadorisme polític, León era el principal centre del liberalisme de Nicaragua. La rivalitat ideològica entre aquestes dues ciutats marcarà la història del segle xix a Nicaragua.
El primer 'Cap Suprem' de l'Estat de Nicaragua va ser el granadí Manuel Antonio de la Cerda, antic dirigent independentista, que va assumir el poder el 10 d'abril de 1825. El seu vicecap, Juan Argüello, va conspirar contra ell i el va enderrocar l'any següent. Va tenir lloc una nova guerra civil entre els partidaris de Cerda i els de Argüello. Argüello va establir la capital a León, però Granada es va negar a reconèixer la seva autoritat. El 27 de novembre de 1829, De la Truja va ser afusellat per ordre d'Argüello. Finalment, els enviats del govern federal de les Províncies Unides van aconseguir la pacificació de Nicaragua, després del nomenament com a Cap Suprem de Dioniso Herrera, que es mantindria en el poder entre 1830 i 1833. Pocs anys després, sent Cap Suprem José Núñez (1838 - 1841), Nicaragua va optar per separar-se de la Federació centreamericana.
La constitució de la República Federal de Centreamèrica va ser feta a la mida dels interessos de l'oligarquia local de cadascuna de les antigues províncies que buscaven mantenir la seva llibertat d'acció als seus territoris. Els exemples de la revolució d'Haití, amb l'aixecament dels negres i mulats, o la de Veneçuela amb la rebel·lió de les classes populars terroritzaven a aquests terratinents i els va obligar a tancar-se en la seva província, ara convertida en República. Això va fer que es desmuntés la fràgil unitat que havia deixat la Constitució de manera que el 30 d'abril de 1838 Nicaragua naixia com a estat independent.
El 12 de novembre d'aquest mateix any s'establia la primera Constitució de Nicaragua, que declarava la sobirania de la nova nació, i establia un règim parlamentari. Segons la constitució, el poder executiu corresponia a un "Suprem Director", el mandat del qual duraria dos anys.

### Període del Directori
Els quinze anys següents (1838 - 1853) es denominen en la història de Nicaragua, per aquest motiu, el període del Directori que va estar marcat pel caos polític i social que imposava la rivalitat de lleonesos i granadins que va propiciar la invasió del país per tropes procedents d'El Salvador i Hondures (1844 - 1845), sota el comandament del dictador salvadorenc Francisco Malespín, que va saquejar la ciutat de León.
En 1852, mentre era Senador director de l'Estat Fulgencio Vega (recolzat pel General Fruto Chamorro), la capital es va fixar de manera definitiva a Managua, amb el propòsit de posar fi a la sempiterna rivalitat entre León i Granada, tot i que aquesta decisió no es faria efectiva fins al 1858.
El 26 de febrer de 1853 va ser triat Suprem Director de l'Estat de Nicaragua el conservador Fruto Chamorro. Sota el seu mandat, una nova Assemblea Constituent va elaborar una nova Constitució, que va posar fi al període del Directori.
Durant aquest període, Nicaragua s'havia convertit en objecte de desig per a dos grans potències, Gran Bretanya i Estats Units, donades les condicions que el seu territori oferia per a la construcció d'un canal entre els oceans Atlàntic i Pacífic.

#### Protectorat britànic a la Miskítia
El 12 d'agost de 1841 el superintendent de Belize acompanyat pel suposat monarca miskito desembarquen a San Juan del Norte i comuniquen a les autoritats nicaragüenques que aquesta ciutat i la resta de la Costa Atlàntica pertany al regne de Miskítia. El 10 de setembre l'ambaixador anglès fa saber al govern nicaragüenc que el regne de Miskítia és un protectorat britànic els límits del qual s'estenen des del cap Hondures fins a la desembocadura del riu San Juan.
Darrere d'aquesta decisió i de la creació d'aquest regne en l'anomenada Costa de Miskitos hi havia la possibilitat de la construcció d'un canal interoceànic (Nicaragua i Panamà són els llocs idonis per a la construcció d'un canal que unís els dos oceans. Pels volts del 1835 els nord-americans ja havien començat els seus moviments per a la construcció d'un canal per Panamà, per la qual cosa Anglaterra només tenia la possibilitat de fer-ho a Nicaragua). Per fer això s'aprofitaria el tram navegable del riu San Juan que des de la seva desembocadura arribava fins al Llac de Nicaragua. San Juan del Norte va quedar incorporat al regne de Miskítia i passà a denominar-se Greytown.
El regne de Miskítia no continuà al sud, a Costa Rica, ja que el govern d'aquest país es va oposar per les armes, sota el comandament del president Braulio Carrillo.
Nicaragua va enviar al general Trinidad Muñoz a prendre la plaça però l'1 de gener de 1848 els anglesos la van recuperar de nou per la Miskítia. Després hi va haver una altra escaramussa amb Muñoz i de nou els anglesos, el 8 de febrer van entrar a San Juan i van pujar pel riu fins a San Carlos.
Nicaragua va optar per la via diplomàtica i estableix converses amb Anglaterra implicant als Estats Units. D'aquestes converses va sorgir el tractat Clayton-Bulwer, signat el 19 d'abril de 1850 per britànics i nord-americans, en què Gran Bretanya va renunciar a les seves pretensions sobre un futur canal interoceànic a Nicaragua i que San Juan del Norte fos declarat port lliure i territori neutral sota el regne de Miskítia.

## La República
En 1854 Nicaragua es va constituir en República i es va instituir la Presidència per un període de quatre anys. El primer President de Nicaragua va ser el mateix Fruto Chamorro, que va assumir el nou càrrec aquest mateix any. No obstant això, va esclatar una nova guerra civil entre legitimistes (conservadors) i democràtics (liberals), per la qual cosa la nova Constitució no va arribar a entrar en vigor.

## Guerra Nacional de Nicaragua
El 17 d'octubre van arribar les tropes contractades per Byron Cole al port de San Juan del Sud i es van dirigir a la conquesta del fort de San Carlos com a passatgers en un dels vapors de la companyia. Van ser repel·lits i es van veure obligats a tornar al seu punt de partida. Poc després, el capità del fort va donar l'alto a un vapor de la companyia. El capità del vaixell no va obeir l'ordre i des del fort es va ordenar obrir foc. El resultat va ser la mort d'una dona i un nen. Walker, que romania a Granada, va reaccionar ordenant l'afusellament de Mateo Mayorga, Ministre de Relacions Exteriors del govern d'Estrada.
Granada va rebre la visita de l'ambaixador nord-americà, un fet que demostrava el suport del seu govern al filibuster. Poc després, Castellón va ascendir Walker a general de brigada. Poc temps després, el 30 d'octubre, Walker va nomenar president del govern provisional Patricio Rivas, amb la qual cosa ignorava l'autoritat de Castellón.
Aquests successos es van basar en l'acord que Walker havia signat amb el general Ponciano del Corral, que estava al comandament de les forces de Rivas, pel qual Corral seria nomenat ministre de la Guerra i Walker cap militar. Cinc dies després, el general Corral va ser detingut i jutjat per alta traïció. Condemnat a mort, va morir afusellat el 8 de novembre de 1855.
El 23 de novembre es va publicar un decret del president Rivas pel qual cada adult que arribés a Nicaragua rebria 250 acres de terra, i cent més si era casat. Encoratjats per aquestes promeses, van arribar al país 1.200 nord-americans més com a colons, que van suposar un important reforç per Walker.
La Companyia de Trànsit va passar a ser cobejada per William Walker i per a això va fer que el president Rivas nomenés ministre d'Hisenda Parker R. French, home de confiança del filibuster. Els amos de la Companyia van reaccionar i van aconseguir que el president dels Estats Units, Franklin Pierce, prohibís que els nord-americans es poguessin sumar a les tropes de Walker sota l'amenaça que deixarien d'estar sota el protectorat dels Estats Units.
Després d'intentar la via diplomàtica per aconseguir el favor del president dels EUA sense aconseguir-ho, el 18 de febrer de 1856 el govern nicaragüenc va publicar un decret pel qual suspenia les activitats de la companyia i embargava les seves propietats. L'endemà la concessió va ser atorgada a dos homes de confiança de Walker, que es va aliar amb els altres socis de Vanderbilt, a esquena d'aquest. Un mes després, Valderbilt va suspendre el servei de vaixells dels Estats Units a Nicaragua.
L'interès britànic per San Juan del Norte, que volien integrar dins el Regne de Miskítia, l'amenaça que percebia Costa Rica sobre el seu territori i negocis en veure amenaçat el port de San Juan del Norte que també era usat pels costa-riquenys, van fer que es forgés una aliança dels països veïns, amb suport anglès, per combatre el filibuster. A principis de 1856 ja existien condicions perquè poguessin enfrontar-se amb possibilitats d'èxit, contra les tropes de Walker.
Després d'una campanya de descrèdit contra Costa Rica orquestrada per Walker des de Granada, el filibuster va intentar infructuosament que un home de la seva confiança, el coronel Luis Schlessinguer, s'entrevistés amb el president costa-riqueny Juan Rafael Mora Porras.
El president de Costa Rica Juan Rafael Mora Porras, comptava amb un cos d'oficials i infanteria entrenats per instructors francesos durant els últims tres anys, cosa que li va permetre prendre la decisió d'encapçalar una columna militar cap a Nicaragua. L'entrenament i organització dels militars costa-riquenys era completament desconegut per Walker.
Les tropes de Walker i les costa-riquenyes es van enfrontar el 20 de març prop de la frontera amb Nicaragua, a la Hisenda Santa Rosa a Costa Rica. Les tropes de Walker van ser derrotades en 15 minuts. Els supervivents van fugir cap a Nicaragua, i informaren els seus superiors que van ser atacats per columnes regulars de l'exèrcit francès, ja que ells pensaven fermament que els pobladors centreamericans, no posseïen cap capacitat militar.
Un cop assegurada la Hisenda Santa Rosa els costa-riquenys van prendre San Juan del Sur, La Virgen i Rivas. El contraatac de Walker contra la ciutat de Rivas va ser rebutjat el dia 11 d'abril, però una setmana després el còlera va arrasar la ciutat, i va obligar els costa-riquenys a tornar al seu país.
El control de la ruta de trànsit era cobejat tant pels britànics, com pels nord-americans, que ho feien a través de Walker i el govern de Patricio Rivas.
Walker va deposar el president Patricio Rivas el 20 de juny de 1856 i va nomenar president de Nicaragua Fermín Ferrer. Walker, acusat de traïció per Patricio Rivas, va convocar eleccions presidencials a Granada i Rivas el resultat de les quals va donar la presidència del país al filibuster. Walker va ser investit president en un solemne acte en el qual el president sortint va ser Fermín Ferrer. El govern de Walker va ser reconegut immediatament pels Estats Units.
A León, Máximo Jerez comptava amb una força d'uns 500 homes que anava creixent amb els que arribaven de El Salvador i Guatemala. Al setembre hi havia a León més de 3.000 soldats.
El 22 de setembre, Walker va decretar l'establiment de l'esclavitud a Nicaragua (que havia estat abolida en 1824), amb el que es va guanyar el suport dels estats del sud dels Estats Units. El 24 de setembre, les forces de León van ocupar Managua, el 2 d'octubre van entrar a Masaya i el 31 a Rivas. El 8 de desembre, Walker va atacar el port de San Jorge i va incendiar la ciutat de Granada. Va prendre San Jorge, que va abandonar per prendre Rivas. San Jorge va quedar en mans dels aliats i Walker i els seus van quedar aïllats a Rivas i San Juan del Nord. El setge es va mantenir la primera meitat de l'any 1857, en què es va començar a rebre assistència des dels EUA.
Des de San Juan del Norte, Walker va llançar una ofensiva sobre els posts de La Trinidad i el Castillo Viejo al riu San Juan, on va ser derrotat pels costa-riquenys, que van efectuar una operació amfíbia, van capturar tots els vapors de la Ruta del Trànsit i van prendre presoners al personal de Walker sense disparar un sol tret. El 22 de març va començar l'assalt a Rivas per part dels aliats. Els soldats de Costa Rica van prendre el centre de la ciutat, però es continuava lluitant als barris. El dia 26 va arribar la resta de les tropes, que va anar conquistant la ciutat barri a barri. L'11 d'abril encara hi havia resistència a la ciutat. Mentrestant, enfront de San Juan del Sud es trobava la corbeta de guerra Saint Mary de l'armada dels EUA
De l'altra banda, pel port de San Juan del Norte a la desembocadura del riu San Juan, arribaven tropes filibusteras i les tropes costa-riquenyes que havien pres prèviament la Ruta del Trànsit i que es trobaven fortament armades, es van disposar a prendre la plaça. Un destacament naval anglès es trobava davant d'aquesta i el seu capità, el comodor John Erskine, es prestà a servir d'intermediari. El 13 abril 1857 abandonaren la plaça de San Juan del Nord les tropes filibusteras.
En Rivas, Walker resisteix al centre de la ciutat. El 27 d'abril els aliats carreguen contra les posicions de Walker i el capità de la corbeta de guerra dels EUA Saint Mary, Charles Davis, intervé i aconsegueix treure Walker amb el seu vaixell que deixa aigües niques al començament de maig.
A finals de novembre de 1857 William Walker ataca la ciutat de San Juan del Norte. Havia obtingut recursos dels estats del sud dels EUA que s'havia guanyat amb l'establiment de l'esclavitud a Nicaragua. L'objectiu era que Nicaragua passés a ser un estat esclavista més de la Unió. Després San Juan del Norte va caure Castillo Viejo i quan ja s'estava preparant de nou la campanya per tornar a expulsar el filibuster, aquest es rendeix davant el capità nord-americà d'una flota de guerra composta per naus nord-americans i angleses, amb la qual cosa aconsegueix salvar la seva vida i tornar als Estats Units.
Walker tornaria a Centreamèrica el 1860, aquesta vegada a Hondures on seria capturat i afusellat a Trujillo el 12 de setembre de 1860.
En concloure la Guerra Nacional de Nicaragua amb la victòria de l'Exèrcit Aliat Centroamericà, producte del Pacte Providencial entre legitimistes i democràtics, es constitueix el Govern  Binari (Chachagua), amb dos presidents, els Generals Tomás Martínez i Máximo Jerez Tellería.
El 15 d'abril de 1858 es va signar amb Costa Rica l'anomenat tractat Cañas-Jerez, pel qual Nicaragua reafirma el domini i gran imperi sobre el Riu San Juan de Nicaragua i el Gran Llac de Nicaragua però lliura de manera definitiva a Costa Rica els territoris nicaragüencs de Nicoya i Guanacaste, en retribució a la seva aportació en la guerra antifilibustera.
Aquest mateix any es va promulgar una tercera constitució, que va ser la vigent durant les tres dècades següents, període de la història política conegut com a "Primera República Conservadora" o "Trenta anys conservadors". Amb 35 anys de vigència, és fins avui el període de vida democràtica més durador de la història de Nicaragua.

## Primera República Conservadora
Després del període transitori d'un any en què la direcció de l'estat va ser ocupada per dos presidents ("govern binari"), el conservador Tomás Martínez va ser elegit president de Nicaragua per al període 1859 - 1863. Encara que segons la Constitució de 1858 no era possible presentar-se a un segon mandat presidencial, Martínez es va fer reelegir a 1863, la qual cosa va motivar la insurrecció del liberal Máximo Jerez i del conservador Fernando Chamorro. Ambdues insurreccions van ser vençudes, i Tomás Martínez va governar fins al 1867.
Li va succeir Fernando Guzmán (1867 - 1871), durant el mandat del qual va continuar la inestabilitat política. Una nova guerra civil, que va esclatar el 25 de juny de 1869, es va resoldre gràcies a la mediació nord-americana. Li van succeir Vicente Quadra (1871 - 1875), Pedro Joaquín Chamorro (1875 - 1879), Joaquín Zavala (1879 - 1883), Adán Cárdenas (1883 - 1887), Evaristo Carazo (1887 - 1889) i Roberto Sacasa (1889 - 1893). Durant tot aquest període va estar en vigència el sufragi censatari, segons el qual només els grans propietaris tenien dret a emetre el seu vot. La normalitat va ser interrompuda per l'aixecament del militar liberal José Santos Zelaya, que va posar fi el 1893 a les tres dècades de domini conservador.
Durant l'última part dels "trenta anys conservadors", el cafè es va convertir en el centre de l'economia del país. Per donar sortida a les exportacions d'aquest producte es van millorar notablement els transports, amb la introducció del ferrocarril. Es van promulgar lleis agràries que afavorien els grans terratinents cultivadors de cafè.
La Costa de Miskitos, protectorat britànic, va passar a Hondures en 1859 i, finalment, a Nicaragua, a 1860. No obstant això, mantindria la seva autonomia fins al 1894, quan el general José Santos Zelaya, que l'any anterior havia arribat al poder gràcies a una revolució liberal, la va reintegrar a Nicaragua.

## Revolució liberal de 1893
El general José Santos Zelaya (1893-1919) va governar Nicaragua durant setze anys, entre 1893 i 1909, durant els quals va exercir un govern il·lustrat, tot i que dictatorial.
La seva gestió governamental comportà un gran desenvolupament a Nicaragua. Va reformar l'Estat amb la promulgació de lleis, codis i reglaments moderns, va crear noves institucions i va introduir l'habeas corpus. Zelaya va convertir Nicaragua en la nació més pròspera i rica d'Amèrica Central. Va instaurar l'educació primària gratuïta i obligatòria, va construir escoles, s'augmentà la cobertura del telègraf i el servei de correu postal. Sota el seu govern, es va donar impuls a la construcció de línies ferroviàries, i al transport marítim, amb la introducció de la navegació a vapor al llac Managua i la realització d'importants obres en els ports de San Juan del Sur i San Juan del Norte.
Sota el signe del progrés, Zelaya va iniciar a més una sèrie de reformes al país, com la institució de l'ensenyament laic i del matrimoni civil, i va decretar la confiscació dels béns de l'Església, inclosa la secularització dels cementiris que van passar a ser administrats per l'Estat.
Era partidari de la creació d'uns Estats Units d'Amèrica Central, la qual cosa el va portar a donar suport a altres partits liberals de diferents països centreamericans que poguessin defensar el mateix projecte, i va promoure diverses conferències unionistes centreamericanes, especialment les cimeres presidencials celebrades a Corinto i el Pacte de Corinto. Això es va evidenciar en l'establiment d'una efímera federació de nacions centreamericanes, la Gran República d'Amèrica Central, que va durar tres anys (1895-1898) i de la qual només van formar part, a més de Nicaragua, El Salvador i Hondures.
El seu major èxit va ser en 1894 amb la reintegració a Nicaragua del territori de la Costa de Miskitos, o regne de Miskítia, que estava sota protectorat britànic.

### Reincorporació de la Miskítia
En 1860, Anglaterra reconeixia els drets de Nicaragua sobre la Miskítia però així es reservava certs privilegis que havia cuidat d'introduir en el tractat signat aquest any entre els dos països. Des d'aquesta data la Miskítia va deixar de ser un regne i va passar a ser una reserva, l'autoritat màxima de la qual era un cap de l'ètnia miskito amb la característica que el càrrec de cap era hereditari.
Anglaterra, recolzada per Àustria, que actuava com a àrbitre, va declarar el 1888 que Nicaragua no podia mantenir forces policials ni militars en el territori de la Miskítia.
En 1894 Nicaragua entra en una curta guerra contra Hondures i en el marc d'aquest conflicte desplaça tropes a Bluefields. La presència dels soldats nicaragüencs fa que hi hagi cert enrenou entre els pobladors, i el general Rigoberto Cabezas Figueroa, que comandava les tropes, decideix prendre la plaça, desconèixer l'autoritat del cap Mosco i declarar la llei marcial el 12 de febrer de 1894. Els anglesos van respondre desembarcant tropes des del navili Cleopatra, llançant un ultimàtum que el general Cabezas desconeix. Finalment, es va arribar a un acord i es va constituir una autoritat provisional amb representació miskita i anglesa.
Al juny es van produir aixecaments a Corn Island, el dia 3, i a Bluefields l'endemà passat. Els aixecaments estaven encapçalats pel cap de la reserva, Robert Henry Clarence, però auspiciats pel vicecònsol britànic E. D. Hatch (en realitat el seu títol era de procònsol i no tenia exequatur del govern de Nicaragua). En l'aixecament van participar, a més dels comerciants de Bluefields, ciutadans nord-americans, anglesos, jamaicans i alemanys. Els anglesos van participar amb les tropes dels navilis Cleopatra,Mahauk i Magicienme, i el capità del creuer nord-americà Marblehead va actuar com a mediador en certes ocasions.
La lluita es va entaular a la ciutat de Bluefields i al Bluff, que van caure en mans nicaragüencs el 3 d'agost i el 31 de juliol respectivament, preses per les tropes comandades pel general Cabezas.

### Dictadura de Zelaya
L'administració de Zelaya va mantenir tibants relacions i desacords amb els Estats Units, el que va portar a aquest a donar ajuda als opositors conservadors de Zelaya a Nicaragua.
En 1907, després de la victòria nicaragüenca en una breu guerra contra Hondures i El Salvador, resolta en el polític amb la mediació dels Estats Units, en un tractat signat a Chicago el 23 d'abril de 1907, segons el qual cada nació hauria d'abstenir-se d'interferir en els assumptes de les altres, i, en cas de conflicte, les quatre es comprometien a acceptar la decisió d'un Tribunal de Justícia Centreamericà, la seudel qual es va instituir a Cartago (Costa Rica). Malgrat el tractat, vaixells de guerra nord-americans van ocupar diversos ports de Nicaragua. La situació va arribar al punt d'existir un conflicte intern entre els liberals nicaragüencs d'una banda, i els conservadors i Estats Units per un altre (que els finançava).

### Rebel·lió de Juan José Estrada
Per 1909 el president Zelaya es negava a contractar emprèstits financers a Nova York i no volia negociar la possible via interoceánica en les condicions que els Estats Units volien imposar. Zelaya buscava el suport d'altres potències, i aquell mateix any va contractar amb Anglaterra un emprèstit per 1.250.000 lliures esterlines per impulsar el ferrocarril a l'Atlàntic i millorar les finances del país. Alhora, es va parlar d'una oferta de concessió d'un canal interoceànic per Nicaragua, al Japó o Alemanya.
El 10 d'octubre de 1909 va esclatar la costa oriental (caribenya o atlàntica) una rebel·lió contra el govern de Zelaya. El moviment revolucionari era dirigit pel general Juan José Estrada Morales, governador liberal de la Costa Atlàntica; pel comptable de les mines "La Luz y Los Angeles ", Adolfo Díaz Recinos, per un militar representant dels terratinents conservadors, Emiliano Chamorro Vargas i pel general, conservador, Luis Mena Vado.
El cònsol nord-americà Thomas Moffat apareixia com el Deus ex machina del moviment contrarevolucionari. El mateix Juan Estrada, quan ja no era president de Nicaragua, confessava així els fets, en una entrevista a The New York Times:
"El General Estrada, amb grollera sinceritat, admet que la revolució que ell encapçalava contra Zelaya havia rebut el suport econòmic de certes companyies nord-americanes, establertes a la Costa Atlàntica de Nicaragua. Va dir que aquestes companyies van contribuir a la (contra) revolució de Bluefields amb un milió de dòlars, la casa de Joseph W. Beers amb uns dos-cents mil i la de Samuel Weil amb prop de cent cinquanta mil dòlars."
També van col·laborar els amos de les mines "La Luz and Los Angeles Mining Company", que es van veure obligats a lliurar-les al govern de Nicaragua, per incompliment de les clàusules del contracte de concessió. Per mera casualitat el secretari d'Estat, Knox, tenia al seu càrrec l'assessoria legal de la família Fletcher, ex concessionària de les mines esmentades.
En enfrontar la rebel·lió. la superioritat de l'exèrcit lleial al govern es va sentir des del començament del conflicte.
Llavors el ministre nord-americà a Costa Rica, Willian L. Merry, es va dirigir, el novembre de 1909, al president d'aquest país, Cleto González, i li va insinuar que s'unís a Guatemala i El Salvador en una guerra contra Nicaragua. Els Estats Units es comprometien a proporcionar tot el que necessitessin. Però el pla nord-americà va fracassar, ja que l'interès de Costa Rica era el desenvolupament econòmic i social de la regió i una guerra només augmentaria els problemes socials.
Per sufocar la rebel·lió, Zealya es va veure obligat a perseguir els rebels en territori costa-riqueny. Novament, el ministre nord-americà va demanar que Costa Rica trenqués amb Zelaya. Una altra vegada el govern costa-riqueny es va negar a lluitar contra Nicaragua, ja que era clar el rerefons polític de l'acció nord-americà.
Davant la negativa del govern de Costa Rica, Estats Units van prendre l'opció d'enfortir el moviment contrarevolucionari. No hi havia més remei que enfrontar-se obertament, al govern de Nicaragua, i no van faltar raons ni conjuntura immediata per a això.
El govern del president William Howard Taft, que havia estat elegit en les eleccions presidencials de 1909 va nomenar secretari d'Estat a Philander C. Knox un advocat que tenia com a clients als amos de les mines d'or nicaragüencs "La Luz" i "Los Angeles Mining Company".
La recent incorporada Miskítia estava sota l'autoritat del general Juan José Estrada Morales que era liberal i recolzava Zelaya. Estrada va començar a mantenir relacions amb el cònsol nord-americà Thomas Noffat que, al seu torn, mantenia excel·lents relacions amb el general Emiliano Chamorro, aquest conservador. Estrada es va assegurar el suport dels Estats Units per a un hipotètic aixecament contra Zelaya. Aquest suport es va confirmar a principis de setembre de 1909. L'endemà el cònsol Thomas informava de l'aixecament contra el govern de Zelaya per part dels generals Juan José Estrada i Emiliano Chamorro que, segons ell, es produiria el dia 8 de setembre i demanava al seu govern suport i reconeixement per al futur govern. En la informació que Thomas enviava a Washington es deia que el nou govern respectaria els interessos estrangers i que segurament el president Zelaya no hauria d'oposar resistència armada.
L'aixecament es va produir el dia 10 de setembre de 1909 i el secretari d'Estat Knox va ordenar als vaixells de guerra nord-americans estacionats davant Bluefields, el Paducah i el Dubuque, que intervinguessin en suport dels insurrectes. Aquest episodi va ser la primera intervenció directa dels Estats Units a Nicaragua, intervenció que va durar fins al 1925.

### La nota Knox
En 1909 alguns mercenaris estrangers van ser capturats i executats pel govern de Zelaya, fet que va servir perquè Estats Units considerés l'acció com una provocació per a la guerra, i l'enderrocament de Zelaya per mitjà de la Nota Knox, enviada per Philander Chase Knox, Secretari d'Estat dels Estats Units.
Els nord-americans Lee Roy Cannon i Leonardo Groce i el francès Edmundo Couture, van ser sotmesos a un acurat procés. Un cop acomplertes totes les formalitats i plenament confirmada la seva culpabilitat, se'ls va passar per les armes.
Aquests dos mercenaris nord-americans militaven en l'exèrcit rebel (finançat pels EUA). El 2 de desembre l'encarregat de negocis nicaragüenc a Washington rebia una nota del govern nord-americà, la coneguda com a "Nota Knox", en la qual li deien:
| « | Els nord-americans afusellats eren oficials al servei de les forces revolucionàries, i, per tant, tenien dret a ser tractades d'acord amb les pràctiques modernes de les nacions civilitzades ... / ... el govern dels Estats Units està convençut que les revolució actual representa els ideals i voluntat de la majoria dels nicaragüencs millor que el Govern del president Zelaya ... / ... el Govern dels Estats Units no pot sentir pel Govern del president Zelaya aquell respecte i confiança que havia de mantenir en les seves relacions diplomàtiques | » |

 i li adjuntava el passaport perquè abandonés el país.

Zelaya dimiteix el 18 de desembre com a president i justifica la seva decisió amb aquestes paraules: 
| « | ... l'hostilitat manifestada pel Govern dels Estats Units, al qual no vull donar pretext perquè pugui continuar intervenint en cap sentit en el destí d'aquest país. | » |

### Causes de la intervenció nord-americana
1. La conjuntura immediata va ser que dos nord-americans, Cannon i Groce, havien estat sorpresos amb bombes en poder seu destinades a volar els vaixells del govern de Nicaragua que navegaven al riu San Juan. Tropes de Zelaya els van sorprendre in fraganti. Van ser sotmesos a un acurat procés. Un cop acomplertes totes les formalitats i plenament confirmada la seva culpabilitat, se'ls va passar per les armes.
La culpabilitat dels dos nord-americans era indubtable i la seva mort va ser el pretext final per a la intervenció oberta dels Estats Units a Nicaragua.
2. Però no era només això: Zelaya s'havia negat a acceptar un emprèstit que li van oferir els banquers nord-americans amb l'aval del govern dels Estats Units.
3. Alhora, Zelaya va contractar un emprèstit amb els banquers anglesos de la Casa Ethelburg que tenia com a objectiu la construcció d'un ferrocarril que unís l'Atlàntic al Pacífic del país, i per, com diu el mateix Zelaya, " Alliberar al comerç nacional de ser tributari del ferrocarril de Panamà ... i realitzar, a més, la consolidació del nostre deute extern".
Però hi havia alguna cosa més: Estats Units tenia el propòsit d'aconseguir la concessió del canal per Nicaragua i no trobaven les facilitats amb Zelaya, ja que aquest exigia que es garantís la sobirania de Nicaragua i una quantitat de diners corresponent a la importància de l'obra.
L'actitud del govern de Nicaragua no s'enquadrava dins dels plans polítics i financers de la burgesia nord-americana. Zelaya era un destorb per a la diplomàcia del dòlar i calia eliminar-lo.
| « | La diplomàcia del dòlar consistia en l'atorgament de emprèstits a certs països sota condicions més o menys oneroses, amb garanties oficials del govern dels Estats Units, que asseguraven als banquers una raonable garantia, com a garantia de la inversió dels banquers prenien sota el seu control: els ferrocarrils, els telègrafs i les duanes dels països afavorits pel emprèstit, si l'Estat es resistia a renegar de tal manera la seva sobirania (com Zelaya), el govern de Washington recorria a la persuasió dels seus marines | » |

Als països reticents a l'acceptació d'emprèstits dels banquers nord-americans, se'ls induïa a acceptar-los, tot coaccionant la seva voluntat per mitjans molt variats i que resultaven tant més eficaços com més pobre i feble era el país al qual, oficialment, volia protegir els Estats Units amb el seu suport pecuniari.
En el cas de Nicaragua, a més de les raons econòmiques i financeres, la diplomàcia del dòlar responia també, a raons geopolítiques lligades a la possibilitat de la construcció d'un canal interoceànic.
Zelaya va lluitar contra la gran empenta dels nord-americans que recolzaven i protegien els partidaris de la contrarevolució i de la intervenció nord-americana.

## Segona República Conservadora
L'Assemblea Nacional (el Congrés) va designar president al també liberal José Madriz Rodríguez, decisió que no va agradar els Estats Units (ja ho havia expressat en la nota Knox quan feia referència a "un candidat a la presidència íntimament lligat amb el règim anterior").
Madriz va enviar tropes a Bluefields contra els insurrectes, prengué el fort del Bluff que tanca el port de la ciutat, i aquesta quedà sota el seu control. La Infanteria de Marina dels Estats Units va ser desembarcada a la ciutat el maig de 1910 motiu pel qual aquesta es va mantenir del costat rebel en no poder-la prendre les tropes governamentals. Les duanes de Bluefields quedaven sota control de Madriz però l'Armada dels Estats Units va establir una altra duana sota autoritat d'Estrada, i el govern dels EUA va manifestar, davant la protesta del govern de Nicaragua, que cada fracció cobri drets només en el territori que estigui sota el seu domini.

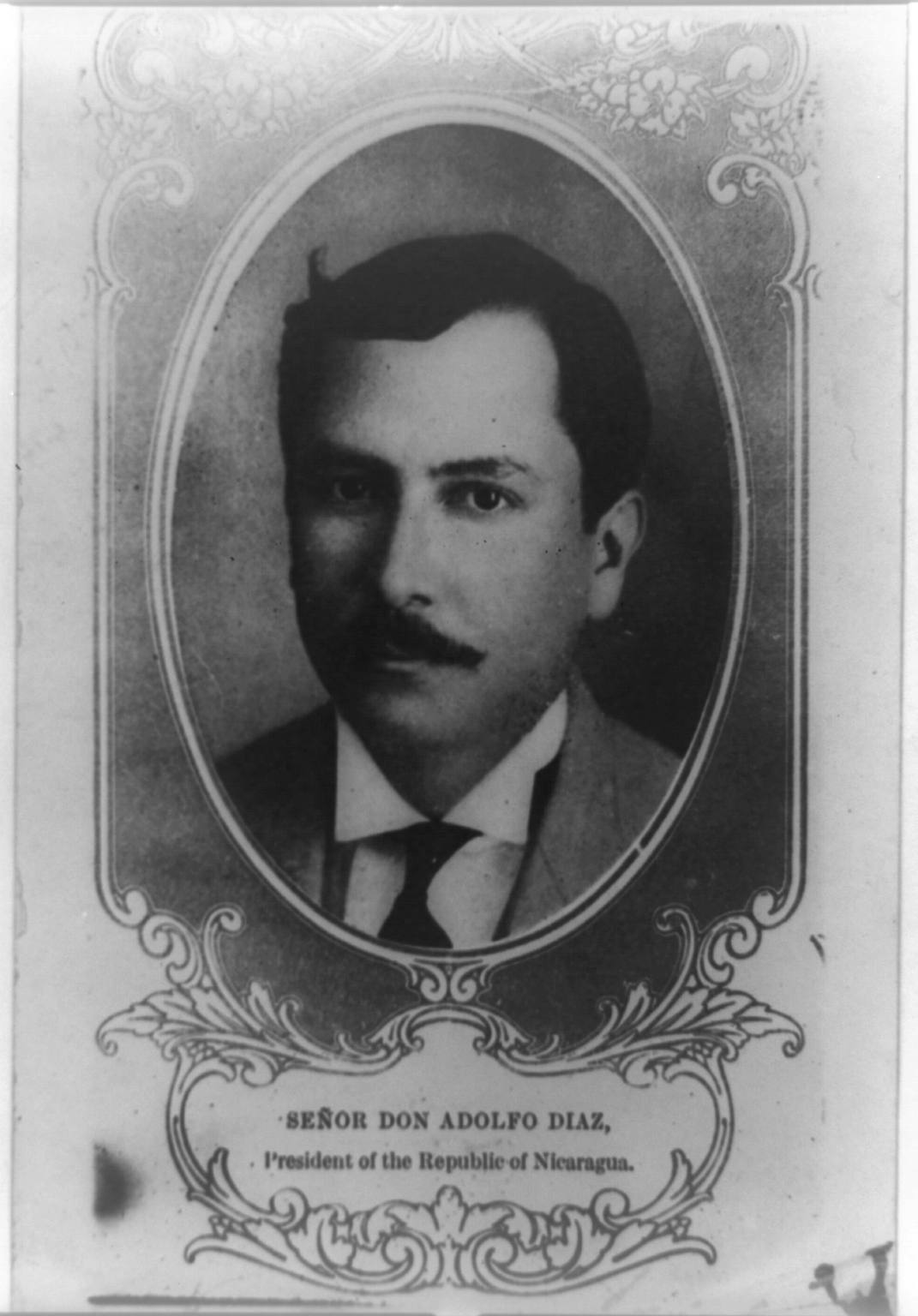
President Adolfo Díaz.

José Madriz renuncia a la presidència el 19 d'agost i poc després entren a Managua els generals Estrada Morales i Chamorro Vargas. La nova Assemblea Nacional nomena president José Dolores Estrada Morales, que va cedir el poder al seu germà, el general revoltat Juan José, metre era nomenat vicepresident Adolfo Díaz, que havia estat empleat de les mines La Luz i Los Angeles i era conegut pel secretari d'Estat Knox.
El dia 1 de gener de 1911 els Estats Units reconeixen el nou govern de Nicaragua. Estrada Morales va signar amb els Estats Units els Pactes Dawson (per Thomas C. Dawson, enviat del govern nord-americà), i va convocar eleccions per formar una nova Assemblea Constituent, que va elaborar una nova Constitució. Entre altres canvis, el catolicisme es convertia en la religió oficial de l'estat, a instàncies del conservador Emiliano Chamorro. Poc després Estrada Morales es veu obligat a renunciar i Díaz és nomenat President de Nicaragua.
La influència dels Estats Units es va incrementar durant el govern del president Adolfo Díaz, que va posar en mans nord-americanes el control de les principals empreses estatals.

### Revolució liberal-conservadora de 1912
El 29 de juliol de 1912 va esclatar una nova revolta, a instàncies del general Luis Mena Vado, conservador, i recolzada després pel general Benjamín Zeledón, liberal. Aquesta rebel·lió es coneix com la Revolució liberal-conservadora de 1912, mal anomenada també Guerra de Mena.
Els rebels prenen diverses ciutats entre les que estan Granada, bastió conservador, León i Masaya, bastions liberals.
El govern de Díaz demana l'ajuda militar dels Estats Units i el govern nord-americà respon amb el desembarcament a port Corinto d'Infants de Marina que assetgen i ataquen Granada, presa per les forces del general Mena, el qual la lliura sense oposar resistència. Fet presoner Mena és exiliat cap al Panamà.
El comandament suprem recau en el general Zeledón, que es fa fort en els turons "Coyotepe" i "La Barranca", propers a l'assetjada Masaya, els quals manté fins a la batalla decisiva del 4 d'octubre, quan és abatut per soldats conservadors de La Constabularia, lleials a Díaz i coneguts com a caitudos.
Per posar fi a aquesta curta però sagnant guerra civil nicaragüenca, els Estats Units van mobilitzar cap a Nicaragua a 2.700 homes i 8 vaixells de guerra. Després de la batalla de Coyotepe, només va deixar 400 soldats com a part de l'anomenada Legació Americana.
Com a conseqüència d'aquesta última intervenció, el país romandria ocupat per Estats Units fins al 1933 (des de 1912 fins al 3 d'agost 1925, i després des de 1926 fins al 1933, amb un breu interval de nou mesos al mig).
En 1914 es va signar el Tractat Bryan-Chamorro, mitjançant el qual se cedien als Estats Units tots els drets per a la construcció d'un futur canal interoceànic, a canvi de tres milions de dòlars. Tot i que el Canal de Panamà havia estat construït ja el 1903, la zona continuava sent d'interès estratègic. També per aquest tractat, es donava als Estats Units el dret d'establir una base militar al golf de Fonseca durant un període de 99 anys, i se li cedien en arrendament les Illes de la Dacsa (Corn Island), per idèntic lapse de temps.

### Guerra constitucionalista
Entre 1917 i 1926 Nicaragua va estar dominada pel partit conservador. Els marines nord-americans, presents al país des de 1912, es van retirar a l'agost de 1925. A l'any següent, però, es va produir un nou aixecament liberal, que va produir una nova guerra civil, l'anomenada Guerra Constitucionalista.
Les negociacions en l'anomenat Pacte de Espino Negro a Tipitapa entre el govern i els rebels, impulsades pels Estats Units, van donar lloc a un govern de coalició. No obstant això, atès que el govern era incapaç de controlar els nous focus d'insurrecció, els marines van desembarcar de nou al desembre de 1926.
En les eleccions de 1920 va sortir elegit president Diego Manuel Chamorro que va prendre possessió del seu càrrec ja l'any següent. Chamorro va morir a 1923 i el va succeir el que era el seu vicepresident, Bartolomé Martínez que es va marcar com a objectiu la liquidació del deute que el país tenia amb uns banquers nord-americans. L'objectiu va ser complert l'any següent d'haver arribat a la presidència i ja lliure de la càrrega econòmica, es van convocar eleccions per al mes d'octubre d'aquest mateix any per les quals es va fer una candidatura única entre conservadors i liberals. Com a presidenciable hi figurava Carlos Solórzano, conservador i per a vicepresident el liberal Juan Bautista Sacasa.
Solórzano va ser investit president el gener de 1925 i a l'agost d'aquell any ja havien sortit tots els soldats nord-americans del territori nicaragüenc. L'octubre Emiliano Chamorro s'alça en armes contra el govern i pren la Lloma de Tiscapa. Per aplacar la rebel·lió, seguint consell del govern dels EUA, Solórzano nomena Chamorro cap de la força pública.
Les tensions entre ambdós acaben amb la dimissió del president que passa els poders presidencials al senador Sebastián Uriza i aquest els passa a Chamorro i finalment acaben en mans de Adolfo Díaz, mentre Sacasa queda fora.
Al maig de 1926 el partidari de Sacasa, el general José María Moncada Tapia s'alça en armes i demana el poder per a Sacasa. La insurrecció dels liberals estava recolzada pel govern mexicà d'Elías Calles.

La resposta dels Estats Units que donaven suport als conservadors va ser la d'enviar de nou a la infanteria de marina. El dia de Nadal de 1926 desembarcaven les tropes nord-americanes a Puerto Cabezas. Pel dia de Reis de 1927 hi havia a terra nicaragüenca més de 5.000 soldats i marins nord-americans recolzats per 16 vaixells de guerra. Adolfo Díaz va justificar la intervenció amb aquestes paraules 
| « | "Nicaragua és un país feble i pobre que no pot resistir als invasors i agents del bolxevisme mexicà". | » |

## Sandino
Augusto César Sandino, que llavors tenia 31 anys, acabava de tornar després de passar 5 anys treballant de mecànic a Mèxic, Hondures i Guatemala. Quan es va assabentar de la insurrecció liberal de Sacasa va formar una força armada que es va sumar a les forces liberals. Després d'algunes derrotes s'internà en les muntanyes de Nueva Segovia. Quan es va assabentar que els mexicans havien enviat armes es va dirigir, baixant pel riu Coco, a Puerto Cabezas per demanar-li a Sacasa que li armés.

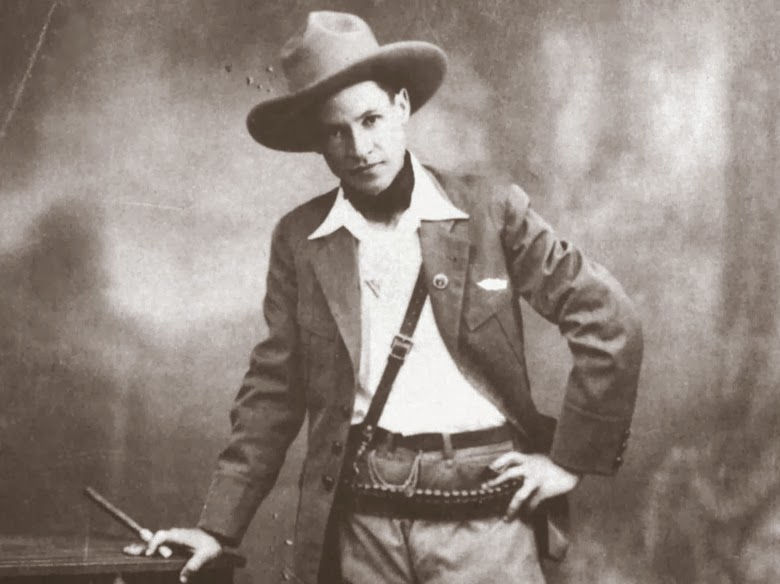
Augusto César Sandino.

A Puerto Cabezas, la intervenció de les tropes nord-americanes havia aconseguit desarmar els liberals. Els nord-americans van llançar les armes enviades per mexicans al mar. Quan va arribar Sandino es va trobar que no hi havia armes i que aquestes estaven en el fons de la badia. Amb l'ajuda d'uns quants adeptes, entre els quals hi havia un nombre rellevant de les prostitutes de la ciutat, va aconseguir recuperar 30 fusells i 6.000 cartutxos. Després de parlar amb Moncada a la ciutat de Prinzapolka es va dirigir de nou a la seva base de Las Segovias.

Les forces de Sandino anaren creixent. Durant la primera meitat de l'any 1927 va combatre els conservadors als quals va ser vencent i prenent diverses posicions, segons les indicacions de Moncada. L'última plaça presa va ser el turó de "El Común" a Boaquillo on va romandre fins al Pacte del Espino Negro a Tipitapa el 4 de maig, que segons paraules de Sandino va ser on 
| « | Moncada va penjar el Partit Liberal Nicaragüenc. | » |

Per aquest pacte, en què van participar el coronel nord-americà Henry L. Stimson (enviat especial del president Calvin Coolidge i delegat plenipotenciari del president de Nicaragua Adolfo Díaz), Eberhard (ministre dels EUA a Nicaragua), el contraalmirall Julian Latimer, tres delegats de Sacasa i el general Moncada. Van acordar que Díaz seguiria de president fins a les eleccions de 1928 i que els EUA requisaria totes les armes dels dos bàndols alhora que supervisava el procés electoral.

Sandino es va negar a acceptar l'acord. En contra de les indicacions de Moncada, Sandino va difondre un comunicat en el qual demanava al poble de Nicaragua que es revoltés contra els estrangers. En els intents de convèncer Sandino perquè acceptés el pacte, Moncada arribo a enviar el seu pare, amic personal d'ell, perquè li parlés i el comandant de les forces dels EUA a Ocotal (Nova Segòvia) li va fer arribar una carta on li demanava que deposés les armes i les lliurés sota l'amenaça de proscriure'l i perseguir-lo. Sandino li va respondre: 
| « | Vaig rebre la seva comunicació ahir i me n'estic ocupant. No em rendiré i aquí els espero. Jo vull pàtria lliure o morir. No em fan por, compto amb l'ardor del patriotisme dels que m'acompanyen. | » |

No passa ni un dia quan el 15 de juliol de 1927 les tropes de Sandino prenen la ciutat d'Ocotal, la qual cosa dona lloc a la batalla d'Ocotal. La ciutat va ser defensada pels Marines nord-americans i els Guàrdies Nacionals nicaragüencs que es van atrinxerar a les casernes. Sandino es va negar a incendiar la ciutat, tal com li demanaven alguns dels seus homes per obligar els marines i guàrdies nacionals a rendir-se o aniquilar-los.
La persecució de Sandino es va realitzar amb la destrucció llogarets camperoles i les matances de molts camperols per la sospita del suport que podrien estar prestant-li. Les tropes sandinistes van patir diverses derrotes com la de San Fernando, al juliol, o la de Las Flores poc després.
Amb l'arribada de la tardor va començar una campanya victoriosa en la que es va prendre Telpaneca i se sortí victoriós a Las Cruces, Trincheras, Varillal y Plan Grande. Va establir la seva caserna general a El Chipote, un dels turons de Las Segovias.
Va realitzar diverses incursions com ara l'atac i destrucció de la mina de La Luz, propietat de l'exsecretari d'Estat nord-americà Knox o la batalla de Bramadero. Les accions de Sandino li atorgaren fama per tot el país i pels altres països d'Hispanoamèrica. Aquesta fama produïa que molts homes arribessin disposats a integrar-se en les seves files. A mitjan 1928 Henri Barbusse l'anomenava General d'Homes Lliures.

A finals del mes de novembre de 1928 el contraalmirall DF Sallers el convidava a abandonar la lluita i obtenir així els consegüents beneficis la resposta de Sandino va ser; 
| « | La sobirania d'un poble no es discuteix, sinó que es defensa amb les armes a la mà ... la resistència armada portarà els beneficis a què vostè al · ludeix, exactament com tota intromissió estrangera en els nostres assumptes porta la pèrdua de la pau i provoca la ira del poble. | » |

Les eleccions presidencials de novembre de 1928 van ser guanyades pel liberal Moncada. Moncada va prendre possessió l'1 de gener de 1929. Moncada continuà col·laborant amb els nord-americans en la persecució de Sandino. Al mes de març d'aquest any ja s'havien arrasat 70 pobles, els bombardejos eren continus i fins i tot van arribar a afectar la veïna ciutat hondurenya de Las Limas.
Sandino va viatjar a Mèxic per intentar aconseguir suport. En tornar, el 7 de maig de 1930 es va trobar que els nord-americans havien format una guàrdia nacional per combatre la guerrilla. Aquesta guàrdia s'havia de pagar amb fons nicaragüencs. A causa de la feble economia del país es van tancar les escoles públiques per fer front a aquestes despeses.
Al juliol de 1931 els sandinistes comptaven amb 8 columnes de guerrillers repartides per tot el territori nicaragüenc. Al cap d'un any era el mateix Sandino el que feia públics els informes de les activitats de les seves forces. Davant les eleccions de 1932 Sandino va fer una campanya d'abstenció. Per a aquestes eleccions el candidat del partit liberal era Sacasa (to i que la preferència de l'ambaixada nord-americana hauria estat Anastasio Somoza però aquest era massa jove i inexpert).
Sacasa va guanyar la presidència i Sandino respondre nomenat el general Juan Gregorio Colindres president provisional del Territori Lliure de Las Segovias i va prendre la població de San Francisco Carnicero, prop de Managua, per apoderar-se dels segells oficials.
Les victòries de Sandino estaven desprestigiant els Estats Units i el cost de la guerra es feia insuportable en una economia que estava en plena crisi, de manera que la població va començar a pressionar el seu govern perquè abandonés Nicaragua. Quan Sacasa va ser triat les tropes nord-americanes van començar a abandonar Nicaragua i quan va ser investit president, l'1 de gener de 1933 ja no quedaven soldats nord-americans en sòl nicaragüenc.
En no haver-hi soldats estrangers a Nicaragua i per altres pressions, Sandino va arribar a un acord de pau amb Sacasa. La Guàrdia Nacional comandada per Anastasio Somoza (creada pels Estats Units i comandada per un home de la seva confiança) seguia amb la repressió en contra dels homes de Sandino tot i que aquest demanava al president que aturés les accions de la Guàrdia.

### L'assassinat de Sandino
El 21 de febrer de 1934 Sandino en companyia del seu pare, Gregorio Sandino, l'escriptor Sofonías Salvatierra i els generals Estrada i Umanzor acudien a un sopar a la casa presidencial convidats per Sacasa. A la sortida d'aquest esdeveniment el cotxe en què viatjaven va ser detingut just a la sortida dels jardins de la casa presidencial. El cap de guàrdia que els va detenir era en realitat un major disfressat, un tal Delgadillo, que els va conduir a la presó del Hormiguero. Els detinguts van demanar que cridessin Somoza, però els van respondre que no podien localitzar-lo. D'altra banda la filla de Sacasa li va comunicar al seu pare la detenció, ja que l'havia vist, i Sacasa es va posar en contacte amb l'ambaixada dels Estats Units per intentar aturar l'assassinat.

Sandino, Estrada i Umanzor van ser portats a la muntanya anomenat la Calavera en el camp de Larreynaga i allí, seguint ordres de Delgadillo, el batalló que custodiava als presoners va obrir foc i va matar els tres generals. Això passava a les 11 de la nit. En sentir els trets, segons testimoni de Salvatierra, Gregorio Sandino va dir, 
| « | ja els estan matant; sempre serà veritat que el que es fica a redemptor mor crucificat. | » |

Un any després, Anastasio Somoza, que va arribar a dir que va rebre les ordres de l'assassinat de Sandino de l'ambaixador nord-americà Arthur Bliss Lane, aconseguira el poder del país.

## Els Somoza (1936 - 1979)

### Govern d'Anastasio Somoza García
Abans de sortir de Nicaragua, els marines van traspassar el comandament dels 4,000 soldats allistats a la Guàrdia Nacional a Anastasio Somoza García, un nebot polític del president Sacasa que s'havia guanyat la confiança l'ambaixador i dels alts oficials nord-americans. Aviat convertiria aquesta força militar en un formidable instrument de poder personal. El 21 de febrer de 1934 el nou cap director de la Guàrdia Nacional va iniciar la seva ofensiva, fent assassinar Sandino quan aquest sortia d'un sopar a la casa de govern, a la qual havia estat convidat pel mateix mandatari. L'endemà va desencadenar una matança de més de tres-cents camperols sandinistes, incloent-hi dones i nens, que es trobaven en una cooperativa agrícola a Wiwilí, a l'est de Las Segovias. Després, va reorganitzar les forces armades, purgant els seus adversaris i col·locant als seus familiars en posicions clau en tot el país. Finalment, es va concentrar en enfortir la seva influència al Congrés i el Partit Liberal, utilitzant el pressupost de l'exèrcit, que representava més de la meitat dels ingressos fiscals de l'Estat. Aconseguit això, va passar a desplegar una oberta campanya per arribar a la presidència, tot i que la Constitució vigent li impedia d'ocupar aquest càrrec, donat el seu parentiu amb Sacasa i la seva condició de militar actiu.
Amb el suport dels Estats Units, Anastasio Somoza García es va desfer dels seus rivals polítics. En 1936, Somoza es va convertir en president de Nicaragua. La seva família es mantindria en el poder fins al 1979.
Anastasio Somoza va ser president del 1937 al 1947, i del 1950 al 1956 (en l'interval, no va abandonar el poder, sinó que va seguir exercint-lo mitjançant homes de palla). La primera oposició al règim de Somoza procedí de la classe mitjana i de la classe alta, normalment conservadora, que van veure amb disgust com el nou governant posava el país en mans de la seva família i amics. A causa de les limitacions de la llibertat d'expressió, els esforços per resistir Somoza no van tenir cap resultat. Molts opositors van abandonar el país i es van exiliar als Estats Units. Una excepció notable va ser Pedro Chamorro, editor del diari La Prensa, el més popular del país, la reputació internacional i continu rebuig de la violència del qual el van fer intocable per al règim.
L'oposició liberal va ser aviat eclipsada per la marxista, de caràcter més radical. El 21 de setembre de 1956, un jove poeta liberal, Rigoberto López Pérez, va aconseguir infiltrar-se en una festa en la qual es trobava Somoza García, li va disparar al pit i va posar fi a la seva vida (Somoza moriria a causa de la ferida poc temps després).

## El Front Sandinista d'Alliberament Nacional

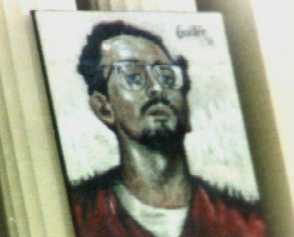
Carlos Fonseca, fundador del FSLN.

En 1961 els joves polítics Carlos Fonseca Amador, Tomás Borge Martínez i Silvio Mayorga inspirats en les idees d'Augusto Sandino funden el Front Sandinista d'Alliberament Nacional (en castellà, Frente Sandinista de Liberación Nacional o FSLN) i emprenen la lluita insurreccional contra la dictadura de la família Somoza.
Els diferents governs dels Somoza comptaven amb el suport del govern dels Estats Units. El FSLN emprèn una lluita de guerrilles tant urbanes com rurals amb la intenció de derrocar el govern nicaragüenc. Aquestes són conegudes com les Jornades de Pancasán i les guerrilles de Raití i Bocay a les quals van caure alguns membres de l'Organització com ara Filemón Rivera, Oscar Danilo Rosales, Rigoberto Cruz, conegut millor com a Pablo Úbeda i molts més. El fracàs d'aquests primers fou causat per la manca de coneixement de la zona d'operacions i pel desinterès de les poblacions on operaven, atès que eren llocs molt despoblats. Passada l'experiència de Pancasán es passa a un període conegut com el d'Acumulació de Forces en Silenci, per bé que durant aquests anys també hi haurà xocs amb la Guàrdia Nacional.
Donades les circumstàncies el FSLN es divideix en tres tendències, cadascuna d'elles amb una visió diferent de dur a terme l'enderrocament de la dictadura somocista. La Tendència Guerra Popular Prolongada, propugnava la lluita a la muntanya sobre la base de l'experiència de la revolució cubana i sobretot d'Ernesto Che Guevara. La Tendència Proletària, afirmava que l'enderrocament es donaria quan el proletariat, és a dir, els obrers i camperols, s'unissin per enderrocar la tirania. Finalment la Tendecia Insurreccional o Tercerista cridava a armar el poble i va resultar, fet i fet, la forma a través de la qual cauria Anastasio Somoza Debayle. Precisament buscant la unitat de les tres tendències perd la vida Carlos Fonseca el 7 o 8 de novembre de 1976 a Boca de Piedra, Zinica.
Per tal de disminuir la repressió desencadenada arran d'alguns incidents en les muntanyes es duu a terme l'operatiu conegut com a desembre Victoriós quan un grup de guerrillers sota el comandament d'Eduardo Contreras pren la casa d'un ministre somocista el 27 desembre de 1974, data a partir de la qual el món va conèixer l'existència del FSLN.
El 1978, aconsegueix un cop magistral contra la dictadura, en portar a terme un operatiu, denominat "Operació Chanchera", efectuat per un comando guerriller. Aquest operatiu va comportar la presa de l'edifici Palacio Nacional seu del Congrés de la República, i un nombre considerable dels seus membres, la qual cosa posava en relleu les debilitats de logístiques de la Guàrdia Nacional.
L'ofensiva guerrillera llançada des del nord, amb el suport dels camperols, de les classes obreres i industrials cansades de la política somocista i recolzada per l'acció política i la pressió internacional aconsegueix, el 19 juliol de 1979, entrar triomfant a la capital, Managua, mentre que el dictador Anastasio Somoza Debayle i la seva família abandonen el país.

## La revolució sandinista de 1979

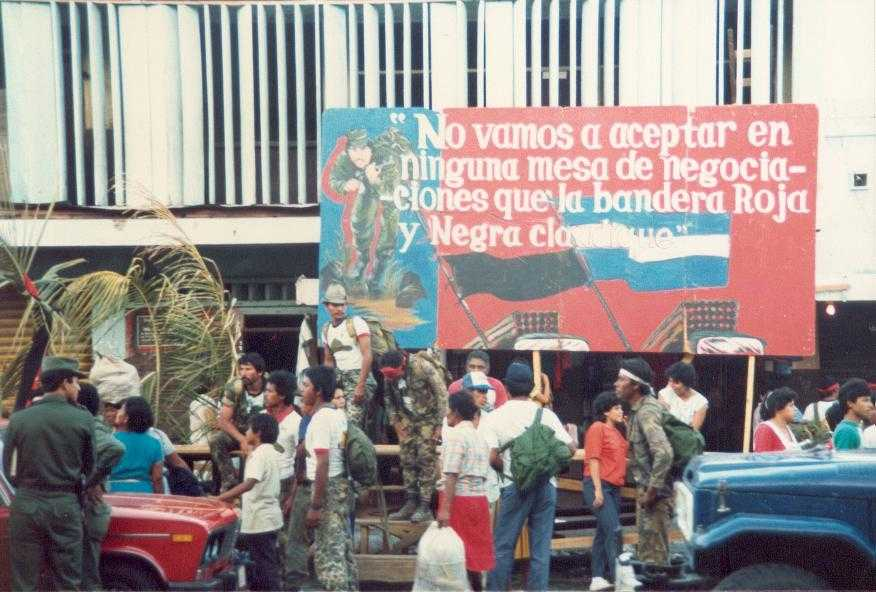
Rebuda dels soldats del'Exèrcit Sandinista a León, primavera de 1988.

L'entrada a Managua de les tropes del FSLN (Front Sandinista d'Alliberament Nacional) posa fi al poder dictatorial dels Somoza que durant 43 anys s'havien mantingut en el poder. El 19 juliol 1979 comença un canvi radical a Nicaragua, canvi que tindria conseqüències continentals i portaria a la intervenció, novament, dels Estats Units. Després de la intervenció dels EUA començarà un procés d'inestabilitat política i social que portarà a una guerra civil promoguda pels EUA al final de la presidència de Ronald Reagan i continuada per George Bush. Els acords de pau no se signaran fins a la dècada dels noranta. Paral·lelament comença l'anomenada Revolució sandinista que es desenvoluparia fins al 1990.
D'acord amb una concepció ideològica socialista i fins i tot comunista, amb forta presència marxista, i amb una influència molt gran de la teologia de l'alliberament, van tractar d'introduir reformes en els aspectes socioeconòmics i polítics de l'estat nicaragüenc, a més d'ocupar-se dels problemes relatius a la sanitat i a l'educació que el país patia. La reforma agrària va ser una de les principals mesures que el nou govern va posar en marxa, prenent com a base les terres confiscades a la família Somoza i els altres membres principals de l'oligarquia nicaragüenca. La universalització de la sanitat amb el desenvolupament d'un sistema de salut universal i la croada d'alfabetització que va reduir l'analfabetisme endèmic de la població nicaragüenca del 50% a una mica menys del 13% en un curt període, van ser les accions immediates en què es van obstinar els nous governants. El govern revolucionari va trobar suport en Cuba, l'URSS i altres països, majoritàriament europeus.
El canvi de govern als Estats Units, amb la pèrdua de les eleccions dels demòcrates i l'entrada de Ronald Reagan, del Partit Republicà, fan que les veus dels dissidents i contraris als sandinistes, siguin estimades a la Casa Blanca, que comença a organitzar, amb restes de la Guàrdia Nacional una sèrie de grups armats, denominats Contras (de contrarevolucionaris i en contraposició de la paraula "compa", de "company", que era com s'anomenaven els sandinistes) que comencen una lluita armada contra el nou govern d'esquerres. EUA actuaria directament en accions de guerra i seria portat davant el Tribunal Internacional de la Haia pel govern nicaragüenc, i seria condemnat per aquest (vegeu Nicaragua contra Estats Units). El govern nord-americà arribaria a desobeir el mandat del seu Congrés que impedia l'ajut directe a les tropes irregulars de la Contra, la qual cosa produiria l'escàndol conegut com a Irangate.
Després de diversos anys de guerra civil i agressió que va impedir el desenvolupament de Nicaragua en haver de dedicar una important part del pressupost del país en la defensa i després de diverses negociacions d'àmbit internacional, a les eleccions de febrer de 1990 Daniel Ortega, líder i presidenciable del FSLN perd les eleccions a la presidència de la República.

### El model estatal sandinista
La revolució sandinista va intentar transformar el model històric de relacions entre l'Estat i la societat nicaragüenca mitjançant el desenvolupament accelerat de la capacitat reguladora i interventora de l'Estat. Aquesta estratègia no va ser acompanyada d'un esforç efectiu per desenvolupar una capacitat social per controlar i democratitzar l'acció estatal. L'absència de mecanismes de participació efectiva acabaren afectant la legitimitat del règim. De la creixent il·legitimitat del règim sandinista es va alimentar el moviment contrarevolucionari que es va constituir en instrument de la política exterior dels Estats Units d'Amèrica. A partir de la instal·lació del govern del president Ronald Reagan a Washington, aquesta política es va orientar cap al desmantellament del projecte revolucionari sandinista.
Les contradiccions generades pel model polític-institucional estatista del FSLN, la guerra contrarevolucionària i les pressions econòmiques imposades pels Estats Units al govern sandinista van coincidir amb el moment en què la Unió Soviètica iniciava un procés de transformacions internes que eventualment acabarien en la seva dissolució.
El 1986 el president soviètic Mikhaïl Gorbatxov introduir el seu programa de reestructuració econòmica conegut com a perestroika. Aquest programa tenia com a objectiu la liberalització de l'economia soviètica per aconseguir el seu desenvolupament i integració efectiva dins de l'economia mundial. La perestroika va ser acompanyada d'un procés de democratització del sistema polític soviètic (glàsnost), i d'importants esforços per millorar les relacions entre Washington i Moscou.
Les polítiques reformistes introduïdes per Gorbatxov i la dissensió entre la Unió Soviètica i els Estats Units van debilitar la posició del FSLN, que en poc temps va veure reduït el suport polític, econòmic i militar que el projecte revolucionari rebia dels països del bloc soviètic. Més encara, les reformes empreses per Gorbatxov van iniciar l'enfonsament del model normatiu econòmic i polític d'organització del món socialista que el FSLN utilitzava com a eix de referència per al seu projecte revolucionari.
En aquest desfavorable context internacional, la revolució sandinista va haver d'enfrontar el virtual col·lapse de l'economia nacional -producte del desgast ocasionat per la guerra, la complexitat de l'experiment revolucionari, els errors comesos pels responsables de la política econòmica del govern, i les pressions dels Estats Units-, així com l'esgotament de la població nicaragüenca. Per enfrontar la crisi econòmica, el govern va emprendre el 1988 un programa d'estabilització i ajustament macroeconòmic que va tenir un impacte directe i negatiu en les condicions de vida dels sectors populars.
Les reformes de 1988 van restablir el centralisme del mercat com a eix ordenador de l'economia nicaragüenca. Amb aquestes reformes, a més, l'Estat nicaragüenc es plegava a les pressions i influències dels organismes financers internacionals, i es distanciava de la societat i les seves demandes. El procés d'adequació de l'Estat nicaragüenc a les forces que operaven en el seu context global, i l'ampliació de la bretxa entre l'Estat i la societat nicaragüenca generada per aquest procés haurien de mantenir-se i aguditzar-se durant la dècada del 1990.
A Costa del Sol, al Salvador, el 14 de febrer de 1989 -vigília de la retirada de les tropes soviètiques de l'Afganistan-, els presidents centreamericans van signar l'Acord de Tresor, que establia compromisos concrets per a la pacificació de la regió, i que incloïa la celebració d'eleccions a Nicaragua al febrer de 1990.
Els acords de Costa del Sol van ser ratificats en la Cimera de Tela l'agost de 1989. A partir d'aquest moment els sandinistes van començar a organitzar-se per la contesa electoral, mentre que els Estats Units iniciava una sèrie d'esforços per assegurar la victòria de la Unió Nacional Opositora (UNO), una coalició de partits organitzats entorn de l'objectiu comú de derrotar el sandinisme.
El febrer de 1990 es van celebrar les eleccions presidencials que van atorgar la victòria a Violeta Barrios de Chamorro, candidata de la UN. El triomf de la UNO es va sustentar en un consens social real, però precari. La desesperació causada per la guerra, el fracàs del model sandinista en el terreny polític i en l'econòmic, i la intervenció dels Estats Units, es van combinar per crear un acord nacional majoritari l'eix del qual no era la mena de règim que es volia institucionalitzar, sinó l'oposició al règim que es volia eliminar.

## Pau i transició cap al neoliberalisme (període de 1990 fins a 1996)
El lapse de dos mesos entre la derrota del FSLN a les urnes i el traspàs del govern a la presidenta electa Violeta Barrios de Chamorro es va caracteritzar per un clima de tensa incertesa. Els sectors de "línia dura" de la Unió Nacional Opositora (UNO), aglutinats entorn del vicepresident Virgilio Godoy, Arnoldo Alemán -alcalde de Managua- i els 20.000 combatents de la Resistència Nicaragüenca (Contra), exigien el desmantellament de les forces armades sandinistes, la immediata devolució de totes les propietats confiscades i la privatització de les empreses estatals. Mentrestant, el FSLN proclamava la seva intenció de "governar des de baix" amb el suport de les organitzacions de massa, i demanava el respecte a la integritat de l'Exèrcit Popular Sandinista, que en aquell moment comptava amb 96.660 soldats.

### A la recerca de la pau
El convuls ambient sociopolític demanava un acord institucional per tal de desactivar l'amenaça d'una nova guerra civil, o una intervenció militar nord-americana. El 27 de febrer de 1990 es van conformar dos equips negociadors presidits pel general Humberto Ortega i l'enginyer Antonio Lacayo, gendre de Violeta Chamorro. La participació de João Clemente Baena Soares, secretari general de l'OEA; Elliot Richardson, representant del Secretari General de les Nacions Unides, i Jimmy Carter, expresident dels Estats Units, en qualitat d'observadors internacionals, va facilitar les converses. Aquestes van culminar el 27 de març amb la signatura del Protocol per a la Transferència del Comandament Presidencial, conegut com a "Protocol de Transició", els acords més importants del qual incloïen: el reconeixement de les eleccions com a base per a la construcció de la democràcia i la pau, seguretat jurídica als beneficiaris de donacions estatals de propietats urbanes i rurals, assignades abans del 25 de febrer de 1990, respecte als rangs, escalafons i comandaments de l'exèrcit, incloent la permanència d'Humberto Ortega com a general en cap de l'EPS (Exèrcit Popular Sandinista); subordinació de les forces armades i cossos de seguretat al poder executiu; reducció significativa de l'exèrcit, i desmobilització de la Resistència Nicaragüenca abans del 25 d'abril, per garantir el traspàs de govern en un clima de pau.
El Protocol de Transició reflectia una posició pragmàtica que reconeixia la força organitzativa del FSLN, i donava prioritat a l'estabilitat política. Tanmateix, va ser rebutjat per la "línia dura" de l'UNO, que demanava la destitució immediata del Comandant Ortega. Igualment, exigia la penalització de la "piñata" -nom que es va donar a la distribució de milions de dòlars en propietats estatals entre dirigents i quadres del FSLN, arran de la seva derrota electoral-. Com a resultat d'això, vuit dels catorze partits de l'UNO es van negar a assistir a l'acte de presa de possessió de la presidenta Chamorro i, d'ara endavant, obstaculitzarien la seva administració des dels governs municipals sota el seu control.
Per la seva banda, la Resistència Nicaragüenca va condicionar la seva desmobilització a la signatura de nous acords, segons els quals el govern va procedir a delimitar 22 "pols de desenvolupament" -que abastaven, en conjunt, una àrea de 20.000 km quadrats-on els ex combatents de la Contra van rebre terres i recursos productius per assentar-s'hi amb les seves famílies, sota la protecció de forces especials de Nacions Unides. Després de la desmobilització, conclosa el 27 de juny de 1990, ex-membres de la Resistència Nicaragüenca van ser incorporats a la Policia Nacional, i encarregats de garantir l'ordre dins d'aquestes zones de seguretat. A més, es va reconèixer a la Contra com una organització política legal, i alguns dels seus principals dirigents van rebre càrrecs en la burocràcia estatal. D'altra banda, el govern va arribar a un acord amb l'exèrcit per donar inici a un ràpid procés de reducció d'efectius, i va oferir als ex militars diversos beneficis, com indemnitzacions per anys de servei i assignació d'habitatges o terres. Mitjançant aquest procés de llicenciament gradual, es va desmobilitzar a 72.000 soldats en el lapse de tres anys.
El desarmament de la "Contra" i la dràstica reducció de l'exèrcit va significar només l'inici del procés de pacificació de Nicaragua. Aquesta fita exigia la reinserció estable dels ex combatents a la vida civil, però la seva consecució va enfrontar greus problemes. El lliurament de l'ajuda material promesa depenia de la cooperació externa, i els tràmits burocràtics van frenar el ritme del seu flux cap als "pols de desenvolupament". Impacients, molts excombatents de la RN (Resistència Nicaragüenca) van decidir retornar als seus llocs d'origen, o es van dispersar per l'àrea rural, envaint empreses estatals, finques privades i cooperatives sandinistes. Cap a fins de 1990, al voltant de 4,000 homes, comandats per un "Estat Major" integrat per quadres intermedis de la RN, es van alçar en armes al nord i centre del país, i van exigir el lliurament immediat de títols agraris i recursos productius. Davant el sorgiment dels "recontras", uns 3,000 camperols sandinistes i ex-membres de l'EPS (Exèrcit Popular Sandinista) es van rearmar, organitzats en el Moviment d'Autodefensa nacional, els anomenats "recompas" van presentar les seves pròpies reivindicacions al govern. A aquests dos grups es va sumar un tercer: El Front Nord "Prudencio Serrano", conegut tant per excombatents de la RN com l'EPS.
Segons dades oficials de l'exèrcit, a mitjans de 1992 el nombre de rearmats era de 21,905 homes, que disposaven de fusells automàtics, metralladores, morters, mines i fins i tot míssils antiaeris i anticarros. Fins aquella data, havien realitzat al voltant de 1.600 accions militars, que incloïen assalts a bancs i vehicles de transport públic, segrestos de funcionaris governamentals o productors privats, preses de terres i poblats, en uns 26 municipis rurals de l'interior del país. Entre 1990 i 1994, l'administració de Barrios de Chamorro va subscriure 48 acords per aconseguir la desmobilització de gairebé un centenar de bandes armades, a canvi de lliurament de 97.863.878 $ en ajuda material per facilitar la reinserció dels excombatents en la vida productiva. A més, va redistribuir un total de 701,500 hectàrees de terra a uns 24,542 beneficiaris, donant prioritat als desmobilitzats i camperols repatriats. D'ara endavant, el govern va suspendre tota negociació, i els nous rearmats van passar a ser perseguits per l'exèrcit com a "bandes delictives", al marge de la seva filiació política.

### Transició política: el govern de Violeta Barrios de Chamorro
La transició política nicaragüenca va coincidir amb el col·lapse de la Unió Soviètica i dels models políticoeconònimics socialistes de l'Europa Oriental, és a dir, va coincidir amb el final de la Guerra Freda. Aquests dramàtics esdeveniments van reduir les opcions històriques per al desenvolupament polític dels països del Tercer Món, i van crear condicions apropiades per al sorgiment de la democràcia liberal com a contrapart política del desenvolupament d'economies de mercat a tot el món.
Aquest context de forces i tendències mundials, més que el desenvolupament endogen de la societat nicaragüenca, explica la transició política de 1990. Així doncs, fonamentalment, l'experiment democràtic nicaragüenc va ser producte de condicionaments externs, i no de transformacions reals en la naturalesa de les relacions entre l'Estat i la societat nicaragüenca. Sobre un Estat històricament dependent de l'exterior i distanciat de la societat civil es va imposar el 1990 un sistema polític de democràcia electoral que ampliaria els drets polítics de la ciutadania dins d'un interval summament restringit d'opcions socials i econòmiques.
Quant al terreny nacional, la transició de 1990 va estar marcada per la fragmentació política, per la virtual paralització de l'economia nacional i per l'afebliment dels nivells de solidaritat social entre els nicaragüencs. La fragmentació política va tenir la seva expressió en les tensions existents entre la Unió Nacional Opositora (UN) i el derrotat FSLN, així com en la desarticulació de la xarxa d organitzacions populars que havien sorgit durant la dècada de la revolució.
En el terreny econòmic, la transició de 1990 va tenir lloc en un moment en què l'estructura productiva del país es trobava pràcticament en ruïnes. Un informe del govern de Violeta Barrios de Chamorro assenyalava que, per a 1989, el Producte Interior Brut del país havia caigut al 42% del seu nivell el 1977, el valor de les exportacions s'havia reduït en un 53%, i els salaris reals a un 24%. Encara més, el 1989 el deute extern per capita era el més alt d'Amèrica Llatina: 3,000 dòlars nord-americans (trenta-tres vegades el valor de les exportacions del país). A més de la polarització política i del col·lapse econòmic del país, Nicaragua patia el 1990 l'esquinçament social produït per la guerra civil.
El govern Barris de Chamorro assenyalava que la guerra i la militarització havia sostret a la joventut de les activitats del país, interrompent així el procés intergeneracional de transferència d'actituds i habilitats, el que va deixar als joves sense motivació i sense l'entrenament necessaris per treballar.
Amb una societat feble i fragmentada, i un Estat subordinat, en el terreny polític i en l'econòmic, a la política exterior nord-americana, a la cooperació externa i les pautes dels organismes financers internacionals, es va organitzar un sistema polític de democràcia electoral que va crear condicions per a la participació del poble nicaragüenc en l'elecció dels seus governants, però no necessàriament per al desenvolupament d'una capacitat social que pogués condicionar l'acció de l'Estat. En aquest sentit, la transició política a Nicaragua va produir una democràcia externament restringida, ja que els processos electorals que constituïen la seva característica principal operarien dins d'un marc normatiu que limitava el rang d'opcions socials i econòmiques que el nou sistema polític oferia a la població.
Dins dels espais de participació creats per la transició de 1990, van sorgir a Nicaragua un conjunt d'organitzacions cíviques no governamentals de diverses orientacions polítiques, i de diferents especialitats professionals i temàtiques. Aquestes organitzacions van rebre un suport important de part de la cooperació internacional interessada a promoure la conformació d'una "societat civil" a Nicaragua.
La societat civil nicaragüenca, però, no va aconseguir constituir-se en un mecanisme efectiu per a l'agregació de demandes socials, per la seva fragmentació, al seu baix nivell de representativitat popular efectiva, i al seu dependència respecte de la cooperació internacional. Potser el sector més reeixit dins el procés de formació de la societat civil nicaragüenca durant el període 1990-1996 ha estat el de les organitzacions feministes, que el 1995 van aconseguir transcendir les divisions políticoideológicas que fragmentaven la societat nicaragüenca i consolidar la Coalició Nacional de Dones.
La debilitat dels partits polítics i de les organitzacions de la societat civil van crear les condicions perquè l'Església catòlica nicaragüenca recuperés el terreny polític que havia perdut durant la dècada de 1980. El nou poder de l'església catòlica es va manifestar en la consolidació del seu líder, el cardenal Miguel Obando y Bravo, com la personalitat pública que va gaudir de més legitimitat entre el poble nicaragüenc durant el període 1990-1996.
El poder de l'Església Catòlica es va manifestar també en la seva capacitat per condicionar les polítiques de l'Estat, especialment en l'àrea de l'educació. L'agenda del Ministeri d'Educació durant el govern de Barrips de Chamorro va estar articulada al voltant de dos eixos: a) un rebuig total al sandinisme com a moviment polític i com a experiència històrica, b) la voluntat d'introduir en els programes d'educació un fort component religiós, fonamentalment determinat pels interessos de l'Església catòlica nicaragüenca.
En finalitzar el règim de Barrios de Chamorro la dependència externa de l'Estat nicaragüenc s'expressava a plena acatament del marc normatiu neoliberal per pautar la seva política econòmica, així com en els alts nivells de participació de la cooperació externa en el finançament de les despeses estatals. Durant el període 1990-1996 la suma mitjana anual atorgat per la cooperació externa al govern de Nicaragua va ser de 538.400.000 de dòlars nord-americans. Aquest suma equivalia al 30/2% del Producte Intern Brut mitjà anual del país durant aquest mateix període. Mentrestant, la pobresa afectava un 56,4% de la població del país, segons un estudi elaborat per la Fundació Internacional per al Desenvolupament Econòmic Global.
D'altra banda, la societat civil havia guanyat visibilitat durant el règim de Barrios de Chamorro, encara que era mínima la seva capacitat per incidir en l'acció de l'Estat en concloure aquest període. Així doncs, la democràcia nicaragüenca era el 1996 una democràcia política dissenyada per institucionalitzar la pràctica del vot popular i les llibertats pròpies del sistema democràtic electoral, dins dels límits normatius que imposava el sistema econòmic internacional i les seves institucions.
En resum, eren enormes els reptes que enfrontava el país el 1996 per ampliar i aprofundir el model de governabilitat democràtica adoptat el 1990: un explosiu nivell de pobresa, una economia desarticulada i sense un clar sentit d'orientació estratègica, una feble estructura de drets ciutadans, un Estat dependent de la cooperació externa i dels organismes financers internacionals, i les pressions de la globalització. Alhora, el govern de Violeta Barris de Chamorro acabava el seu mandat havent aconseguit un alt nivell de pacificació a les zones del país afectades pels conflictes armats que van sorgir després de conclosa la guerra civil. El govern Barrios de Chamorro, a més, deixava com a llegat polític una relació cívic militar estable, i un respecte a la llibertat de premsa sense precedents en la història del país.

### Cap a una economia de lliure mercat
El govern de la presidenta Barrios de Chamorro es va proposar impulsar un canvi estructural en l'àmbit econòmic, per tal de substituir l'economia mixta i planificada del règim sandinista per una economia de lliure mercat. La tasca no era fàcil, ja que la capacitat productiva del país es trobava greument deteriorada. El 1990 el Producte Intern Brut per capita era de 400,00 $ (quatre-cents dòlars nord-americans), aproximadament la meitat de l'existent el 1980. Les exportacions van caure de 680 $ milions en 1978 a una mitjana d'Ús $ 284 milions durant el quinquenni 1985-1990. Mentrestant, el deute extern va passar de 1.500 milions de dòlars EUA el 1980 a 10,000 milions en 1990 -xifra cinc vegades més gran que el valor del Producte Intern Brut del país-. La hiperinflació era de l'ordre del 13,500 per cent. La crisi econòmica col·locava el nou govern en una situació d'alta dependència pel que fa als organismes financers internacionals. Aquests van condicionar el flux de recursos externs per reactivar l'economia a l'adopció d'un sever programa d'estabilització i ajustament estructural, que havia d'aplicar sota la supervisió del Fons Monetari Internacional (FMI).
L'abril de 1990 el govern va anunciar un pla que prometia reduir la inflació a zero en cent dies. Aquest preveia l'encunyació d'una nova moneda -el córdoba or- el valor es va fixar a l'una del dòlar nord-americà, així com un conjunt de mesures neoliberals: reducció massiva del sector públic i de les despeses socials, eliminació del subsidi al preu de productes de consum bàsic, restricció del crèdit, i augment en les tarifes dels serveis públics i impostos directes. A més, es va anunciar l'inici de la privatització de les empreses estatals, amb el doble objectiu de retornar les propietats injustament confiscades, i vendre la resta per sanejar les finances públiques. La resposta del FSLN va ser una violenta vaga general que va paralitzar Managua, i va obligar el govern a buscar un pacte econòmic i social, que es va concretar amb la signatura dels anomenats acords de Concertació I i II, entre octubre de 1990 i agost de 1991. La fita més important assolida per l'FSLN va ser el compromís del govern de lliurar el 25 per cent de les empreses estatals als treballadors, representats pels seus sindicats.
La relativa pau social obtinguda mitjançant aquests pactes socioeconòmics permetre a l'administració Barrios de Chamorro accedir a un considerable flux de recursos externs. Entre 1990 i 1996 la cooperació internacional va representar una mitjana del 30 per cent del PIB anual, encara que l'amortització del deute extern consumia el 60% de l'ajut econòmic econòmica neta rebuda cada any pel país. Tanmateix, cal anotar que en satisfer els seus creditors, el govern va poder negociar la condonació de 6.092.000 de dòlars del deute contret durant la dècada de 1980. Cap a 1993 l'administració Barrios de Chamorro havia aconseguit l'estabilitat macroeconòmica del país. Després d'una dècada d'estancament i recessió, l'economia va mostrar un creixement del 3.2 per cent el 1994 i del 4 per cent el 1995.
Aquestes metes es van aconseguir a un greu cost social per a les majories empobrides. Les polítiques d'ajust estructural comportar una reducció de la despesa pública del 14% el 1996, amb relació a 1990. Tal retallada va minvar la capacitat del govern d'enfrontar la pobresa extrema, un fenomen estructural que s'havia vingut estenent de manera creixent des de la dècada de 1970. En efecte, els alts nivells de pobresa llegats pel règim somocista es van agreujar com a resultat de la guerra les polítiques d'estabilització iniciades pel FSLN el 1988. L'aplicació encara més estricta d'aquestes polítiques sota l'administració Barrios de Chamorro, va ampliar la bretxa de la pobresa i van aguditzar la polarització social. Entre 1991 i 1996 l'atur obert va créixer a una mitjana anual del 6,4%. El pressupost per a educació i salut va ser retallat, mentre que els programes integrals de benestar social van ser substituïts per projectes conjunturals, amb escàs finançament. D'acord amb un estudi realitzat per Nacions Unides el 1994, el 75% de les famílies nicaragüenques vivia per sota del nivell de pobresa, i el 44% es trobava en una situació d'extrema pobresa.

### Privatitzacions
Un dels aspectes més controvertits de la transició a una economia de mercat impulsada per l'administració Barrios de Chamorro, fa referència a la destinació de les empreses industrials i agropecuàries que encara van quedar en mans de l'Estat després de la "piñata" sandinista. El nou govern va crear la Corporació Nacional del Sector Públic (CORNAP) per fer la seva privatització. Aquest procés es va desenvolupar mitjançant decrets executius, sense una adequada supervisió per part de la Contraloría General de la República.
L'any 1996 la CORNAP va comunicar que havia venut 495 empreses per un valor de 26 milions de dòlars, i havia incorregut en pèrdues per l'ordre dels 59.800.000 de dòlars, a causa dels alts costos d'operació aquestes transaccions. Amb tot i això, un estudi de l'economista Mario de Franco divulgat a través de la CEPAL va demostrar que les transferències realment efectuades per la Cornap a empresaris privats fluctuar entre els 155 i els 833 milions de dòlars, és a dir entre 6 i 32 vegades el valor de les vendes brutes reportat. L'informe final de la CORNAP no va incloure informació sobre la identitat dels adquirents de les propietats estatals, cosa que va alimentar els dubtes quant a la transparència dels procediments utilitzats.
El procés de privatització va comportar altres problemes jurídics, relacionats amb la inscripció de les propietats en els registres públics, sobretot en el sector rural. En vista de la pressió per la terra, les UPE, o empreses agropecuàries estatals, van ser redistribuïdes. Cap a finals de 1993 el 80 per cent d'aquestes havien estat privatitzades: un 35% retornades als seus antics propietaris, un 31% dividides entre extreballadors de les UPE, i el 34% restant assignades a desmobilitzats de la Resistència i l'Exèrcit. Aquest procés va generar molts conflictes al voltant dels drets de propietat. El problema era de gran magnitud, ja que el 40% de les terres es trobava en litigi, i enfrontava 122,000 famílies de tots els estrats socials i polítics: pagesos contra pagesos, pagesos contra hisendats, elit tradicional versus la nova elit sandinista, i fins i tot dirigents del FSLN entre si. Les disputes legals amb freqüència van esdevenir confrontacions violentes, sobretot arran del retorn al país de milers d'exiliats, que reivindicaven els seus drets de possessió sobre terres confiscades a la dècada anterior.
D'altra banda, la desaparició de les UPE (empreses agropecuàries estatals) va implicar la reducció dels llocs de treball permanents en el camp en un 72%. Aquest procés va ser acompanyat per una dràstica caiguda del finançament (crèdit) per als petits i mitjans productors agropecuaris. Les taxes d'interès cobrades pel Banc Nacional de Desenvolupament (Banades) van passar a ser les més altes a Amèrica Central. Entre 1990 i 1992 el nombre de clients rurals que van rebre préstecs va disminuir en un 80%, i la porció del crèdit concentrat en els grans productors va augmentar en un 40%. Les polítiques de suport a la producció a gran escala van estimular l'augment d les exportacions, el valor va passar de 284 milions de dòlars el 1990 a 350 milions en 1994, ia 490 milions el 1995. Tanmateix, en aquest últim any el Banades va entrar en crisi, a causa de la incapacitat de recuperar la cartera de préstecs en mora, atorgats sense garanties adequades a persones pròximes als cercles de poder. La meitat de la suma deguda al Banades havia anat a parar a mans de 22 grans deutors, entre els quals figuraven alts funcionaris d'aquesta institució estatal.
Mentrestant, escanyats per la manca de recursos productius, desenes de milers de beneficiaris de la reforma agrària es van veure obligats a vendre les seves terres i emigrar als països veïns a la recerca de llocs de treball. El descontentament provocat per les polítiques econòmiques i socials de l'administració de la president Barrios de Chamorro es va reflectir en els resultats de les eleccions presidencials, celebrades l'octubre de l'any 1996. El partit Projecte Nacional (Pronal), fundat per Antonio Lacayo, ministre de la Presidència i gendre de la presidenta sortint, va rebre tot just 9,323 vots. En contrast, el candidat de l'Aliança Liberal, Arnoldo Alemán, va obtenir 904,908 vots gràcies a promeses d'una ràpida millora econòmica, però sobretot a la seva habilitat per capitalitzar la por d'un 51% dels ciutadans nicaragüencs a un retorn del comandant Daniel Ortega al poder.

## El govern d'Arnoldo Alemán (període de 1997 fins al 2001)
Vint partits i aliances polítiques van participar en les eleccions del 20 d'octubre de 1996. D'aquestes 23 organitzacions, l'Aliança Liberal -liderada pel seu candidat Arnoldo Alemán -i el FSLN-liderat pel seu candidat Daniel Ortega- constituïen les principals forces polítiques del país.
Durant la campanya electoral, l'Aliança Liberal va aconseguir capitalitzar a favor seu el record de la guerra i de la crisi econòmica sofertes al país durant la dècada de la revolució, per crear un ambient electoral que induís a la població a escollir entre el "passat sandinista "o la continuació de l'obertura democràtica. El FSLN, per la seva banda, va intentar presentar una imatge democràtica i renovada. D'altra banda, els múltiples esforços que van emprendre diverses agrupacions polítiques per organitzar un moviment de "centre" es va articular simplement com un projecte polític que se situava ideològicament entre el FSLN i l'Aliança Liberal.
L'estratègia política de l'Aliança Liberal va rebre un impuls decisiu durant l'última fase de la campanya electoral, quan l'Església catòlica nicaragüenca va fer explícit el seu suport a la candidatura d'Arnoldo Alemán. El 17 d'octubre de 1996, durant el període de "silenci electoral" establert per la llei abans de les eleccions, el cardenal Miguel Obando y Bravo va oficiar una missa a la catedral metropolitana de Managua davant la presència del candidat presidencial liberal i del candidat liberal a l'alcaldia de Managua. En la seva homilia, el cardenal Obando y Bravo va recórrer a una paràbola per prevenir el poble contra els enganys dels "escurçons". Era una clara al·lusió al candidat sandinista Daniel Ortega, a qui Arnoldo Alemán havia anomenat "serp" durant la campanya. Per reforçar l'impacte i l'efectivitat del missatge polític del cardenal Obando y Bravo, els diaris La Prensa i La Tribuna van publicar el dia de les votacions una fotografia a color en la qual apareixia el cardenal Obando y Bravo beneint Arnoldo Alemán i el seu company de cartell (l'enginyer Enrique Bolaños Geyer).
Els resultats electorals van posar en evidència el virtual monopoli que havien aconseguit imposar el FSLN i l'Aliança Liberal sobre l'electorat nicaragüenc. L'Aliança Liberal va rebre el 51,3% dels vots, mentre que el FSLN va obtenir el 37,75% per cent. Tal com ho va assenyalar la revista Envío, "els altres partits que van participar en les eleccions a la Presidència van acumular entre tots l'11,22% dels vots vàlids. D'aquests partits, 19 no van aconseguir arribar ni tan sols el 0,60% del total dels vots vàlids de l'electorat nacional".
Durant el govern liberal d'Arnoldo Alemán, l'Estat va continuar depenent de la cooperació externa i adequant-se als requeriments dels organismes internacionals. D'acord amb el Programa de les Nacions Unides per al Desenvolupament (PNUD), el 1999 la suma de la cooperació externa rebuda per aquest govern equivalia a un 22% del Producte Intern Brut del país. Mentrestant, van continuar afeblint-se les organitzacions populars sorgides durant la revolució sandinista. Les organitzacions de la societat civil que havien sorgit a partir de 1990, per la seva banda, van impulsar múltiples i infructuosos esforços per desenvolupar una capacitat social per democratitzar l'acció de l'Estat.

### Impacte social de l'huracà Mitch a l'afebliment de la societat civil
Ni tan sols la crisi social generada per l'huracà Mitch l'octubre de 1998 va demostrar tenir la força suficient per contrarestar la bretxa que separava a l'Estat de la societat nicaragüenca. Els danys humans, ecològics i materials ocasionats per l'huracà Mitch van ser qualificats per diversos observadors com "de proporcions bíbliques".
La proposta de desenvolupament formulada per la societat civil nicaragüenca per a la reconstrucció del país després de l'huracà Mitch estava basada en una premissa bàsica: la solució de la vulnerabilitat social i ecològica a Amèrica Central requeria la transformació de les estructures socials que definien la distribució del poder la riquesa social a la regió. Al seu torn, la transformació d'aquestes estructures requeria la revisió dels models de desenvolupament que havien guiat l'evolució històrica de la regió i, especialment, l'evolució de les relacions entre Estat i societat a Nicaragua. La Coordinadora Civil per a l'Emergència i Reconstrucció de Nicaragua assenyalava: "Volem una reconstrucció que no ens torni a la 'normalitat' en què estàvem abans de l'huracà, sinó que ens permeti superar l'exclusió i la marginalitat en què han viscut amplis sectors de la població, i una utilització més adequada dels nostres recursos naturals ".
L'impacte de l'huracà Mitch, lluny d'afeblir el model de relacions entre l'Estat i la societat nicaragüenca, va ser transformat en un esdeveniment facilitador del desenvolupament i consolidació d'aquest model. L'alleujament del deute extern, l'obtenció de nous recursos externs, i la sol·licitud de l'ingrés de Nicaragua a la iniciativa d'alleugeriment de deute del Banc Mundial van ser mesures que es van traduir en un major nivell d'autonomia estatal respecte de la societat civil, la que, malgrat els seus esforços, va demostrar no tenir els drets ciutadans i de la força política necessària per condicionar les prioritats i l'acció de l'Estat.
La dependència externa de l'Estat i la debilitat de la societat civil nicaragüenca facilitar l'externalització del conflicte social, és a dir, el seu desplaçament fora de l'espai polític i legal nicaragüenc. Així, el debat generat per l'impacte social de l'huracà Mitch no es va organitzar dins el marc polític-institucional nicaragüenc, sinó més aviat al voltant de la comunitat donant, que es va constituir en font de recursos financers i també de legitimitat. En aquestes circumstància, els afectats per l'huracà es van veure convertits en elements passius que depenien de la interacció entre les organitzacions de la societat civil, l'Estat, els països donants i els organismes internacionals.

### Corrupció administrativa
L'absència de mecanismes de participació polítiques capaces de regular l'acció de l'Estat va crear les condicions per a la proliferació de la corrupció administrativa i per la impunitat. Durant el període 1990-1996 diversos funcionaris del règim Barrios de Chamorro es van veure embolicats en casos de corrupció. A més, el procés de privatització impulsat per aquest govern es va efectuar amb molt poca transparència.
Va ser durant el règim d'Arnoldo Alemán, però, quan la corrupció es va convertir en un problema sistèmic que va arribar a assolir nivells comparables als del somocismo. En la lluita contra la corrupció, els mitjans de comunicació van exercir un paper protagonista en desemmascarar els culpables i presentar evidències de la seva responsabilitat.
Un estudi realitzat entre la població urbana de Managua per l'Institut d'Enquestes i Sondejos de la revista Envío, l'abril de 1999, mostrava que el 45,2% dels entrevistats pensava que el govern d'Arnoldo Alemán havia estat el més corrupte de la història de Nicaragua. Un 26,5% opinava que tots els governs de Nicaragua havien estat igualment corruptes. Un 16,8% assenyalava al govern del FSLN com el més corrupte de la història del país, mentre que només un 1,8% assenyalava al govern de Violeta Barrios de Chamorro com el més corrupte dels governs nicaragüencs. La resta dels entrevistats va opinar que la corrupció li era indiferent, o no va saber respondre.
Al febrer de l'any 2000 una enquesta d'opinió realitzada per l'Institut d'Estudis Nicaragüenc (IEN) mostrava que el 89% de l'opinió pública pensava que la corrupció afectava el funcionament del govern i l'administració pública del país. Les principals expressions d'aquest fenomen, segons els entrevistats, eren la vida ostentosa dels funcionaris públics, el ràpid i inexplicable augment dels seus patrimonis personals, l'aprofitament dels seus càrrecs públics per a la promoció dels seus negocis particulars, els sous exorbitants i el tràfic d'influències.
Durant el règim d'Arnoldo Alemán la corrupció administrativa, la impunitat dels culpables i la incapacitat del sistema judicial per aplicar les lleis del país van mostrar amb dramàtica claredat les debilitats del model de governabilitat democràtica adoptat el 1990, i, més específicament, l'absència d'una societat civil amb la capacitat per condicionar l'acció de l'Estat. Aquesta debilitat és particularment notable si es té en compte que el govern d'Alemán -a diferència dels governs somocistes- no comptava amb el suport d'un aparell repressiu per sufocar les pressions socials. Així doncs, deu anys després de la transició cap a un model de governabilitat democràtica, l'estat nicaragüenc continuava gravitant sobre una societat que no comptava amb la capacitat per controlar la conducta dels seus governants.

### El pacte entre Arnoldo Alemán i Daniel Ortega
En concloure el segle xx, l'Estat i el sistema polític del país havien caigut sota el control del partit governant i del FSLN, els que poc després de les eleccions de 1996 havien iniciat un procés d'acostament i col·laboració. Aquest procés va aconseguir la seva expressió més concreta el gener de 1999, quan el Partit Liberal Constitucionalista (PLC) del president Arnoldo Alemán i el FSLN (liderat per Daniel Ortega) van consumar un pacte que tindria greus conseqüències per al desenvolupament polític nicaragüenc. El pacte entre el PLC i el FSLN es va veure recolzat per la influència ideològica que l'Església catòlica nicaragüenca mantenia sobre un important sector de la població i, en particular, per l'ambigua posició que adoptpa aquesta institució religiosa davant el fenomen de la corrupció i la impunitat.
Sobre la base del pacte PLC-FSLN, aquestes dues organitzacions polítiques es van repartir el poder de la Cort Suprema de Justícia, en el Consell Suprem Electoral, en el Consell Superior de la Contraloría, a la Procuradoria de Drets Humans i en la Superintendència de Bancs. El pacte, a més, va fer possible l'aprovació d'una llei que va resoldre el problema de "la piñata": l'adquisició fraudulenta, per part de membres del FSLN, de propietats de l'Estat i de particulars durant els mesos posteriors a la seva derrota electoral l'any 1990. El pacte, d'altra banda, va deixar obertes les portes per a la introducció d'una reforma constitucional que perpetuaria el poder dels dos partits pactants.
Així doncs, el precari ordre social nicaragüenc apareixia organitzat dins d'una estructura informal de col·laboració entre tres institucions: el governant PLC, el FSLN i l'Església catòlica nicaragüenca. Cada un d'aquests tres actors apostava per mantenir i desenvolupar el seu poder dins d'aquesta relació de mútua conveniència. El pacte polític els assegurava al Front Sandinista d'Alliberament Nacional i el Partit Liberal Constitucionalista la posició de govern o de partit principal d'oposició dins del sistema polític nicaragüenc. El col·laboracionisme entre l'Església i el PLC, d'altra banda, atorgava a la jerarquia catòlica un important grau d'influència dins del sistema polític nicaragüenc, així com el suport de l'Estat en la seva lluita contra la creixent popularitat de les religions protestants. Per la seva banda, el FSLN intentava acostar-se a l'Església catòlica, el suport de la qual semblava indispensable per mantenir l'ordre social en un país sotmès als explosius nivells de pobresa que patia Nicaragua: pel volts del 1998, aquest nivell arribava al 72,6% de la població, d'acord amb els càlculs del Programa de les Nacions Unides per al Desenvolupament.

## Governabilitat i ordre social a finals de la dècada de 1990 i inicis de la dècada de 2000
Al començament del segle xxi Nicaragua vivia una crisi de governabilitat que es feia evident en la corrupció que afectava el funcionament de l'administració pública del país, en el fenomen de la impunitat -denunciat repetidament pels mitjans de comunicació- i en la pèrdua de legitimitat l'Estat i del sistema polític nicaragüenc -registrada en nombroses enquestes d'opinió pública realitzades durant aquest període-. Aquesta crisi de governabilitat generava al seu torn una crisi de seguretat ciutadana que es manifestava en la desesperança expressada pel poble nicaragüenc en diversos reportatges diaris i investigacions acadèmiques, i en el sentiment d'amenaça contra la seguretat personal revelat per múltiples enquestes.
S'entén la governabilitat com la capacitat que té l'Estat i el sistema polític d'un país per resoldre els seus conflictes socials. De tal manera que una crisi de governabilitat és l'existència d'una condició real o potencial de desordre social que es deriva de la incapacitat d'un sistema polític i de les seves respectives institucions públiques de regular les tensions i contradiccions pròpies de la vida en societat.
La seguretat ciutadana, per la seva banda, és una condició psicosocial que consisteix en la confiança que tenen els membres d'una societat per organitzar, controlar i planificar la seva existència. Així, la inseguretat és l'absència de tal confiança. El desenvolupament d'una situació de seguretat ciutadana requereix l'existència de condicions socials humanament adequades, estables, i predictibles, en tant que el concepte de governabilitat es refereix a l'existència d'una capacitat polític-institucional per crear i reproduir aquestes condicions.
L'ordre social i la seguretat ciutadana que generen els sistemes consolidats de governabilitat democràtica depenen fonamentalment, en primer lloc, de l'existència d'Estats que tinguin la capacitat per filtrar influències externes així com per organitzar i regular les relacions socials que operen dins del seu base territorial, i, en segon lloc, de l'existència de societats civils organitzades que tinguin la capacitat de condicionar el poder de l'Estat. La capacitat sobirana i de regulació de l'Estat facilita la construcció política de l'ordre social en el nacional, mentre que el control democràtic d'aquesta capacitat assegura que l'ordre generat per l'acció estatal respongui a les necessitats i demandes de la societat.
En la gran majoria dels països d'Amèrica Llatina, el desenvolupament històric de les relacions entre Estat i societat no han aconseguit generar les condicions necessàries per a la consolidació de sistemes de governabilitat democràtica. La dependència externa de l'Estat, unida a l'exclusió oberta i sistemàtica d'amplis sectors socials, ha facilitat el desenvolupament d'estructures de poder estatal que fins al dia d'avui tenen alts nivells d'autonomia respecte de la socidad. Al seu torn, això ha fet possible el sorgiment de governs que disposen de la facultat d'ignorar les demandes i necessitats de la població.
La doble condició de dependència externa i d'autonomia domèstica que caracteritza l'Estat llatinoamericà adquireix rivets especials en el cas nicaragüenc, pel fenomen de la intervenció estrangera que des del període immediatament posterior a la independència dificultar no només la democratització de l'Estat, sinó la seva mateixa nacionalització.
Des d'aquesta perspectiva, el que caracteritza el desenvolupament històric de les relacions entre Estat i societat a Nicaragua no és simplement l'absència d'una estructura de drets ciutadans capaç de democratitzar el funcionament de l'Estat, sinó l'absència d'elits i moviments socials capaç de nacionalitzar. La nacionalització de l'Estat consisteix a generar nivells de sobirania que facilitin un control nacional mínim sobre els factors que determinen el desenvolupament històric d'una societat.
Així doncs, les lluites per la independència, els vaivens de les Províncies Unides del Centre d'Amèrica abans de la seva fragmentació, la presidència i William Walker i la Guerra Nacional, la precària estabilitat social dels Trenta Anys Conservadors, la caiguda de Zelaya, el projecte d'enginyeria social que s'inicia a partir de 1909, el somocisme, i la derrota del sandinisme han estat esdeveniments i processos històrics fortament condicionats -i en alguns casos simplement determinats-per forces i influències externes.
Els condicionaments externs que històricament han contribuït a separar l'Estat de la societat nicaragüenca van adquirir una rellevància especial durant el període de la revolució sandinista. Inicialment la revolució va ser un projecte fonamentat en valors que desafiaven la dinàmica històrica nicaragüenc. Enfront de la dependència externa d'un país condicionat per la constant repetició del fenomen de la intervenció estrangera, la revolució sandinista aspirava a la construcció a la construcció d'una pàtria sobirana, i enfront de la realitat de la pobresa i desigualtat social a Nicaragua, la revolució liderada pel Front Sandinista d'Alliberament Nacional (FSLN) proposava l'edificació d'una societat organitzada segons la "lògica de les grans majories".
Assenyalar que la sobirania i la justícia social van ser dos dels valors centrals que van guiar el desenvolupament inicial del projecte revolucionari sandinista no és glorificar o idealitzar la conducta i el pensament polític del FSLN, sinó simplement assenyalar una realitat que es va expressar clarament en el discurs i a la pràctica revolucionària d'aquesta organització política abans i després del triomf de juliol de 1979. Els abusos de poder, la corrupció i la violació dels drets humans que van ocórrer durant la dècada de 1980 són realitats que van coexistir amb el projecte de creació d'una Nicaragua justa i sobirana.
No obstant això, a finals de la dècada de 1990 el sistema polític nicaragüenc estava àmpliament dominat sota l'espectre del pacte subscrit entre Arnoldo Alemán del PLC (partit governant), i Daniel Ortega del FSLN (partit d'oposició), en el qual s'asseguraven el repartiment de poder en les principals entitats de l'Estat i els seus poders.

## Eleccions de l'any 2001
Nicaragua va entrar al període preelectoral, que culminaria el 04 de novembre de 2001, en un ambient marcat pel pacte entre el PLC i el FSLN. el 28de gener de 2001 es duia a terme la convenció del PLC, de la qual va emergir com a candidat a la presidència Enrique Bolaños Geyer, vicepresident del país amb Alemán.

## Tornada al poder de l'FSLN
Després de 16 anys de governs neoliberals i conservadors en les eleccions celebrades el 5 de novembre de 2006 el candidat sandinista, Daniel Ortega venç amb un 38% dels vots.
Les polítiques liberals i conservadores dels governs de Chamorro, Alemán i Bolaños van portar el país a una situació en què el 80% dels seus gairebé sis milions d'habitants al llindar de la pobresa (ingressos de menys de dos dòlars diaris), la meitat en atur o en subocupació, salaris de 100 dòlars al mes i un deute extern de 6.500 milions de dòlars després de la condonació de quatre de cada cinc dòlars que havia. que en aquest període l'economia de Nicaragua fos una de les de major creixement a Amèrica Central i l'FSLN mantingués una àmplia presència en els diferents àmbits de poder.
L'FSLN, amb diverses escissions com la del Moviment Renovador Sandinista (que obtenia un 6,89% dels vots) va realitzar una campanya basada en la reconciliació i com a segon home, darrere d'Ortega, va posar Jaime Morales Carazo, un antic "contra", suposat agent de la CIA. La conjuntura llatinoamericana, amb Veneçuela Bolivariana, amb Bolívia, Equador, Brasil i altres països amb governs progressistes van afavorir el sandinista.
Les primeres accions de govern del FSLN van ser el restablir la gratuïtat dels serveis d'Educació i Salut. En educació es prohibeix el cobrament en les escoles públiques, de matrícules, mensualitats, material escolar..entre altres coses. En salut s'eliminen les consultes privades en els centres públics i es restableix la gratuïtat dels medicaments, les operacions quirúrgiques i les proves clíniques que es realitzen en els centres sanitaris dependents de l'Estat.
En les eleccions municipals nicaragüenques del 9 de novembre del 2008, el FSLN va obtenir el 48,79% dels vots davant el seu rival més immediat el Partit Liberal Constitucionalista que va obtenir el 45,88%, mentre que l'ALN va obtenir el 3,80% dels vots, PRN O.86% i AC 0,67%. El FSLN va guanyar 10 departaments (Nueva Segovia, Estelí, Madriz, Chinandega, León, Managua, Masaya, Carazo, Rivas i Matagalpa) i el PLC: 7 (Granada, Chontales, Boaco, Jinotega, RAAN, RAAS i Rio San Juan). Per a un total de 105 alcaldies (13 capçaleres departamentals) incloent la capital Managua, en contraposició a 37 del PLC (5 capçaleres departamentals) i l'ALN va guanyar 4 alcaldies (cap capçalera departamental). Obstant això, certes anomalies i la manca d'observadors internacionals a les eleccions, va originar un descontentament social i el rebuig dels resultats per part de l'oposició.

## Protestes de 2018-2019
Les protestes de 2018 a Nicaragua són una sèrie de manifestacions que s'iniciaran el 18 d'abril a causa de les reformes governamentals del sistema de seguretat social. Les protestes i els enfrontaments ocasionaren al voltant de 325 persones assassinades, entre elles 33 policies, estudiants universitaris i habitants de barris desfavorits, persones torturades, 60 milions de dòlars de pèrdues en infraestructures estatals i més de 2500 ferits. El 22 d'abril el president Daniel Ortega va revocar les reformes que originaren les protestes, i al mes de juliol va dictar una llei antiterrorista per a aturar la revolta popular.
El 9 de febrer de 2023, 222 persones que havien estat empresonades pel fet de mostrar-se crítiques amb el govern d'Ortega van ser desterrades als EUA. Entre elles el periodista esportiu Miguel Mendoza. El bisbe de Matagalpa, Rolando Álvarez, es va negar a signar el desterrament i fou condemnat a 26 anys de presó.